# Métro léger de Charleroi
Le métro léger de Charleroi (abrégé MLC) est un réseau de transport en commun de l’agglomération de Charleroi en Belgique, de type métro léger ou semi-métro.
Le réseau se compose d'une boucle centrale, qui ceinture le centre-ville de Charleroi, ainsi que quatre antennes vers Anderlues (à l'Ouest), Gosselies (au Nord), Gilly (au Nord-Est) et Châtelineau (à l'Est). Le métro léger de Charleroi est exploité par l'Opérateur de transport de Wallonie (OTW) et sa marque commerciale « le TEC ». Le réseau compte quatre lignes commerciales, qui circulent sur la boucle centrale et desservent ensuite une des antennes : les lignes M1 et M2 sur l'antenne d'Anderlues, la ligne M3 sur l'antenne de Gosselies et la ligne M4 sur l'antenne de Gosselies de Gilly. Une ligne numérotée M5 devrait ouvrir à partir de 2027, lorsque les travaux de l'antenne de Châtelineau seront terminés.
Projeté dans les années 1960, un premier tronçon est inauguré en 1976. À la fin des années 1990, étant donné qu'une partie importante du réseau restait inexploitée, le métro léger fut repris comme appartenant à la série des grands travaux inutiles. Des travaux repris en 2008 et achevés le 21 juin 2013 ont permis d'achever les lignes vers Gosselies et Gilly. En novembre 2023, d'autres travaux ont démarré sur l'antenne vers Châtelineau, partiellement achevée, en vue de terminer le réseau.

## Histoire

### Projet initial

Plan du réseau initialement prévu.

Le projet de construction de ce métro léger date du début des années 1960 ; sa construction a démarré à la fin de cette même décennie, avec l'objectif de remplacer les deux réseaux vieillissants (SNCV & STIC) desservant la ville et sa banlieue. Ce nouveau réseau qui devait compter 69 stations et mesurer 52 km de long, devait également servir de vitrine pour l’exportation. À cette époque, on prévoyait de doter la ville d’un réseau de transports en commun performant constitué de véhicules de type tramway mais circulant en site propre intégral (tunnel, viaduc). Le projet initial comportait une boucle urbaine, ceinturant le centre-ville de Charleroi, sur laquelle devaient venir se greffer huit antennes desservant les faubourgs de la ville. Lors du lancement du projet, la fin des travaux était prévue pour 1992 et le tout devait coûter 20 milliards de francs belges (valeur en 1960).
En 1968 la société Safège-Transport propose un projet de boucle urbaine et de ligne de métro aérien pour la ville de Charleroi et son agglomération. Mais la nuisance d'une telle installation aérienne dans les artères du centre urbain en font un projet sans suite.

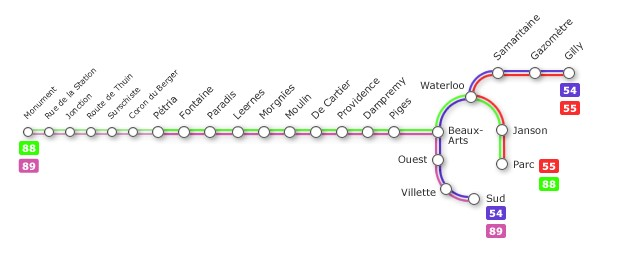
Plan du réseau d'août 1996 à février 2012

Le premier tronçon est inauguré le 21 juin 1976.
Ce projet ambitieux sera néanmoins contrarié par la régionalisation de l'État belge qui transfère certaines compétences, dont le transport, du pouvoir fédéral aux régions, dont le budget est moins important. Le métro de Charleroi est ramené à une dimension beaucoup plus modeste et certains travaux initialement prévus ne sont jamais entrepris, tandis que d'autres ne sont jamais menés à leur terme. Cela explique la présence de sections incomplètes et d'autres où seul le gros-œuvre a été achevé. L'antenne de Châtelet, notamment, est entièrement équipée et achevée depuis 1985 jusqu'à la station Centenaire (au-delà, seul le gros-œuvre est terminé). Inutilisée et entretenue au minimum, elle subit diverses déprédations. Par ailleurs, des motrices en surnombre sont parquées depuis de nombreuses années dans le dépôt de Jumet. Cette situation conduit parfois à évoquer ce projet comme appartenant à la série des grands travaux inutiles.
Le premier tronçon est inauguré le 21 juin 1976 entre la gare de Charleroi Sud et la station Villette. Il s'agit également du premier tronçon de métropolitain aérien ouvert en Belgique[réf. souhaitée]. Le 30 juin 1980, la section Villette - Piges est mise en service, suivie, le 21 juin 1982, de la section Morgnies - Paradis. Le 29 mai 1983, la station Beaux-Arts ainsi que la section Piges - Dampremy sont mises en service. Le 25 mai 1986, la station Pétria est mise en service, de même qu'à l'est de la ville sont terminés les travaux vers Montignies-sur-Sambre et la station Centenaire qui restent cependant inutilisées. Le 22 août 1992, la section Dampremy - Morgnies et la station Fontaine-l'Évêque sont mises en service, terminant ainsi la construction du métro léger entre Charleroi Sud et Pétria. Le 28 août de la même année, l'antenne de Gilly est mise en service. Le 30 août 1996, les stations Parc et Janson sur la boucle sont mises en service. À partir de cette date, les travaux sont abandonnés et il faut attendre l'année 2007 pour que le projet de terminer la boucle centrale à Charleroi soit entrepris.
De 1996 à 2012, le réseau compte alors cinq lignes commerciales :
| Lignes | Parcours  | Parcours | Parcours | Mise en service | Nombre de stations |
| ------ | --------- | -------- | -------- | --------------- | ------------------ |
| 54     | Sud       | ↔        | Gilly    | 1992            | 8                  |
| 55     | Parc      | ↔        | Gilly    | 1996            | 6                  |
| 84     | Pétria    | ↔        | Gilly    | 1996            | 15                 |
| 88     | Anderlues | ↔        | Parc     | 1996            | 14                 |
| 89     | Anderlues | ↔        | Sud      | 1992            | 14                 |

### Seconde phase de développement et réorganisation des lignes
Au début de l'année 2007, des travaux de grande ampleur débutent à plusieurs endroits de l'agglomération afin de terminer la « boucle » et de réactiver l'antenne vers Gosselies ; par ailleurs, le 27 août 2008, le président de la Banque européenne d'investissement (BEI), Philippe Maystadt, a signé à la ville de Charleroi un contrat de crédit d'un montant de 75 millions d'euros destiné aux travaux du MLC et garanti par la Région wallonne. Outre l'amélioration de la circulation dans la zone urbaine de Charleroi, ces investissements doivent permettre au TEC Charleroi d'arriver à 7 millions de passagers par an sur le MLC en 2020. L'achèvement des chantiers est initialement prévu pour 2013, avec inauguration de la boucle en 2012.

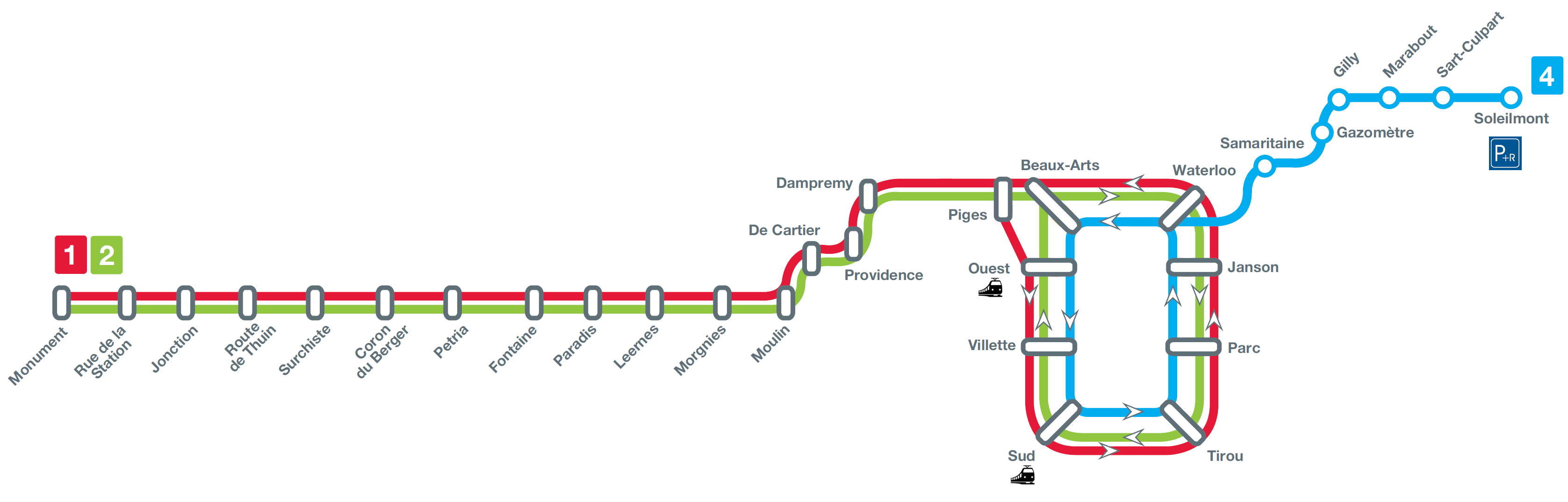
Plan du réseau de février à septembre 2012

#### Achèvement de la boucle centrale

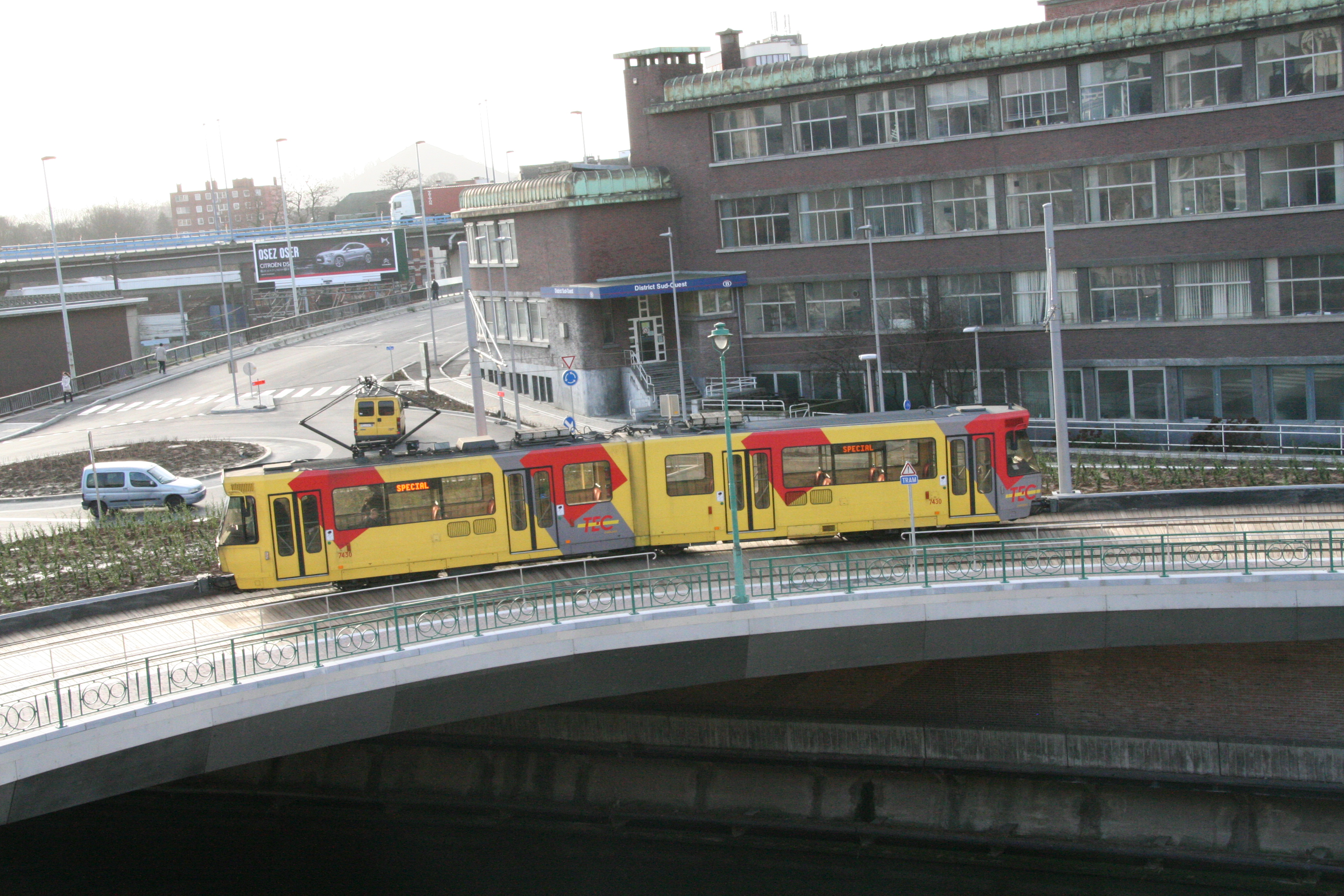
Un tram traversant la Sambre sur le pont de la Résistance élargi.

Dans la boucle centrale, entre les stations Parc et Sud, ont été construits 2000 m de tramway en site propre. Le tracé original, souterrain et aérien, est abandonné. Le tunnel souterrain remonte au niveau de la rue de Montigny et passe sur le pont Neuf au-dessus de la Sambre et se prolonge le long de la rivière jusqu'à la station Sud,. Un arrêt de bus et deux arrêts de trams au niveau du boulevard Joseph Tirou ont été construits.
Les travaux sont terminés le 27 février 2012, pour un coût total de 24,5 millions d'euros.

#### Prolongement de l'antenne de Gilly vers Soleilmont
Le même jour, le nouveau tronçon entre Gilly et Soleilmont est opérationnel. Le nouveau réseau s'organise autour de 4 lignes, numérotées de M1 à M4. Cependant, à la suite de retards dans les travaux de l'antenne vers Gosselies, seules les lignes M1, M2 et M4 sont exploitées.

#### Desserte du nord de l'agglomération vers Gosselies
Cette ligne avait été rénovée dans les années 1980 mais ne fut jamais exploitée commercialement par le tram (uniquement le soir en fin de service afin que les rames rentrent au garage), son tracé existe déjà de la station Piges vers le nord jusqu'au dépôt de Jumet. La ligne est prolongée jusqu'à Gosselies et est complètement isolée sur une infrastructure en surface (site propre) sur la chaussée de Bruxelles.
Le lien entre le réseau actuel et la ligne désignée sur le plan original comme l'antenne de Gosselies fut construit lors de l'ouverture de la station Waterloo. Elle se trouve à l'entrée de l'autoroute A54 vers Bruxelles et fut utilisée comme voie de garage par les rames en heure creuse.
De son terminus à la station Piges, la ligne compte 15 stations. Un parking pour inciter les gens à l'utiliser est construit à proximité du Zoning (zone industrielle) de Gosselies.
Les travaux ont démarré le 25 mars 2009 ; le 3 septembre 2012, la ligne M3 est ouverte, mais en ne desservant provisoirement que la boucle centrale. Le 12 novembre 2012 débutent les essais techniques entre la station Piges et le dépôt de Jumet.
Le 22 juin 2013, la ligne M3 est mise en service vers Gosselies. Le coût total des travaux est de 49,5 millions d'euros.

### Troisième phase de développement
En janvier 2021, l'Union européenne annonce un plan de relance destiné à faire face à la crise économique due à la pandémie de Covid-19. La Région wallonne, qui doit bénéficier de 1,48 milliard d'euros, sélectionne 24 projets, donc l'extension du métro léger de Charleroi jusqu'au futur Grand Hôpital de Charleroi (GHdC), pour un montant de 60 millions. À cette fin, l'antenne vers Châtelineau, dont une grande partie des travaux sont terminés depuis 35 ans, sera mise en service.
Par ailleurs, à partir du 1er juillet 2021, le métro léger ne dessert plus l'arrêt Sud, en raison de la réfection de l'esplanade devant la gare de Charleroi-Sud. Les travaux sont alors prévus pour une durée de huit mois.
Le 23 juin 2021, le secrétaire d'État à la relance Thomas Dermine confirme l'obtention des 60 millions d'euro du plan de relance européen, pour l'extension du métro carolo. En décembre 2021, le TEC présente les futures rames qui circuleront sur la ligne. Sur son site, la ville de Charleroi détaille quant à elle la future ligne, qui comptera huit stations :
- Neuville : station en viaduc,
- Yernaux : station en viaduc,
- Pensée : station en tranchée ouverte,
- Centenaire : station souterraine,
- Champeau : station aérienne,
- Roctiau : station en tranchée ouverte,
- Corbeau : future station souterraine,
- Les Viviers : future station aérienne (à proximité de l’entrée principale du futur hôpital du groupe GHdC).

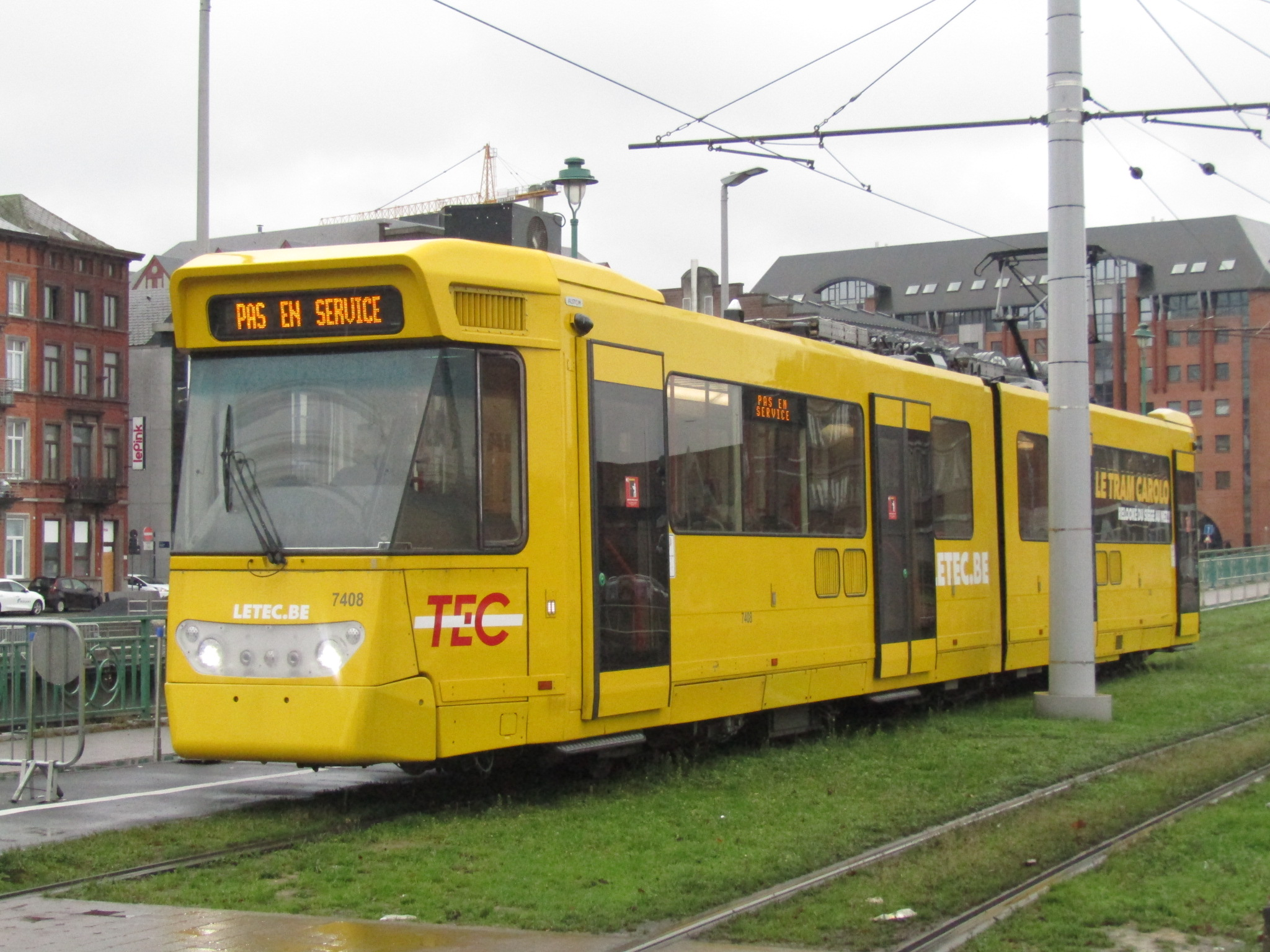
Rame rénovée par Alstom.

En juin 2022, les rames rénovées par Alstom entrent en service.
Le 3 janvier 2023, la boucle centrale est finalement rouverte à la circulation. À cette occasion, l'arrêt « Sud » devient « Gare Centrale », s'alignant ainsi sur le changement de nom de la gare de Charleroi-Sud. De plus, un nouvel arrêt, dénommé « Sambre », est ouvert entre les arrêts « Gare Centrale » et « Tirou ».
Le 6 janvier 2023, le fonctionnaire délégué de la Région wallonne octroie les deux permis pour la future ligne 5, l'un pour le réaménagement des infrastructures existantes et l'autre pour les nouvelles constructions.

### Chronologie des travaux
| Date            | Section                       | Stations mises en service | Plan |
| --------------- | ----------------------------- | --- | ---- |
| 21 juin 1976    | Sud - Villette                | Sud, Villette |      |
| 30 juin 1980    | Villette - Piges              | Ouest, Piges |      |
| 21 juin 1982    | Morgnies - Paradis            | Morgnies, Leernes, Paradis |      |
| 29 mai 1983     | Beaux-Arts - Dampremy         | Beaux-Arts, Dampremy |      |
| 30 août 1986    | Fontaine - Pétria             | Fontaine, Pétria |      |
| 22 août 1992    | Providence - Moulin           | Providence, De Cartier, Moulin |      |
| 28 août 1992    | Waterloo - Gilly              | Waterloo, Samaritaine, Gazomètre, Gilly |      |
| 28 août 1992    | Neuville - Centenaire         | Neuville, Yernaux, Pensée, Centenaire |      |
| 30 août 1996    | Janson - Parc                 | Janson, Parc |      |
| 27 février 2012 | Gilly - Soleilmont            | Marabout, Sart Culpart, Soleimont |      |
| 27 février 2012 | Parc - Sud                    | Tirou |      |
| 30 juin 2013    | Piges - Faubourg de Bruxelles | Sacré Madame, La Planche, Deschassis, Marie-Curie, Saint-Antoine, Puissant, Chaussée de Gilly, Rue Bertaux, Madeleine, Carrosse, Léopold, Calvaire, Bruyère, Faubourg de Bruxelles, Rue du Chemin de Fer, Émailleries, City-Nord, Chaussée de Fleurus |      |
| 3 janvier 2023  | Sambre                        | Sambre |      |

## Réseau actuel

### Présentation
Le réseau dessert deux communes de l'arrondissement administratif de Charleroi : Charleroi et Fontaine-l'Évêque, ainsi qu'Anderlues (arrondissement de Thuin), soit environ 234 000 habitants.

### Lignes en service
Depuis le 22 juin 2013, le réseau est desservi par quatre lignes, numérotées de M1 à M4, et dessert 48 stations. La longueur du réseau est de 33,3 km de voies, et la longueur additionnée des lignes est de 59,5 km.
| Ligne | Caractéristiques | Caractéristiques                     | Caractéristiques                     | Caractéristiques                     | Caractéristiques                     | Caractéristiques                              | Caractéristiques                         | Caractéristiques                     | Caractéristiques                     |
| M1    | Ligne M1 du métro léger de Charleroi | Ligne M1 du métro léger de Charleroi | Ligne M1 du métro léger de Charleroi | Ligne M1 du métro léger de Charleroi | Ligne M1 du métro léger de Charleroi | Ligne M1 du métro léger de Charleroi          | Ligne M1 du métro léger de Charleroi     | Ligne M1 du métro léger de Charleroi | Ligne M1 du métro léger de Charleroi |
| M1    | Charleroi ⥋ Anderlues — Monument | Charleroi ⥋ Anderlues — Monument     | Charleroi ⥋ Anderlues — Monument     | Charleroi ⥋ Anderlues — Monument     | Charleroi ⥋ Anderlues — Monument     | Charleroi ⥋ Anderlues — Monument              | Charleroi ⥋ Anderlues — Monument         | Charleroi ⥋ Anderlues — Monument     | Charleroi ⥋ Anderlues — Monument     |
| ----- | --- | ------------------------------------ | ------------------------------------ | ------------------------------------ | ------------------------------------ | --------------------------------------------- | ---------------------------------------- | ------------------------------------ | ------------------------------------ |
| M1    | Ouverture / Fermeture 27 février 2012 / — | Longueur 17,3 km                     | Durée 32 min                         | Nb. d’arrêts 25                      | Matériel BN LRV                      | Jours de fonctionnement L, Ma, Me, J, V, S, D | Jour / Soir / Nuit / Fêtes O / N / N / O | Voy. / an —                          | Exploitant TEC Charleroi             |
| M1    | Desserte : - Ville et lieux desservis : Charleroi ; Fontaine-l'Évêque ; Anderlues - Gares desservies : Gare de Charleroi-Central, Gare de Charleroi-Ouest |                                      |                                      |                                      |                                      |                                               |                                          |                                      |                                      |
| M1    | Autre : - Amplitudes horaires : la ligne fonctionne du lundi au vendredi sauf jours fériés de 4 h 47 à 20 h 10, le samedi sauf jours fériés de 4 h 47 à 19 h 47 et le dimanche et jours fériés de 6 h 44 à 19 h 47. - Fréquences : Lundi-vendredi : 2/h ; Week-end: 1/h. - Particularités : la boucle urbaine est dans le sens anti-horaire. Tramway entre les arrêts "Pétria" et "Monument". - Arrêts non accessibles aux UFR : - Date de dernière mise à jour : 24 avril 2017.                                                                           |                                      |                                      |                                      |                                      |                                               |                                          |                                      |                                      |
| M1    | Dernière actualisation : — |                                      |                                      |                                      |                                      |                                               |                                          |                                      |                                      |
| M2    | Ligne M2 du métro léger de Charleroi | Ligne M2 du métro léger de Charleroi | Ligne M2 du métro léger de Charleroi | Ligne M2 du métro léger de Charleroi | Ligne M2 du métro léger de Charleroi | Ligne M2 du métro léger de Charleroi          | Ligne M2 du métro léger de Charleroi     | Ligne M2 du métro léger de Charleroi | Ligne M2 du métro léger de Charleroi |
| M2    | Charleroi ⥋ Anderlues — Monument |                                      |                                      |                                      |                                      |                                               |                                          |                                      |                                      |
| M2    | Ouverture / Fermeture 27 février 2012 / — | Longueur 17,3 km                     | Durée 37 min                         | Nb. d’arrêts 25                      | Matériel BN LRV                      | Jours de fonctionnement L, Ma, Me, J, V, S, D | Jour / Soir / Nuit / Fêtes O / N / N / O | Voy. / an —                          | Exploitant TEC Charleroi             |
| M2    | Desserte : - Ville et lieux desservis : Charleroi ; Fontaine-l'Évêque ; Anderlues - Gares desservies : Gare de Charleroi-Central, Gare de Charleroi-Ouest |                                      |                                      |                                      |                                      |                                               |                                          |                                      |                                      |
| M2    | Autre : - Amplitudes horaires : la ligne fonctionne du lundi au vendredi sauf jours fériés de 5 h 37 à 18 h 39, le samedi sauf jours fériés de 5 h 22 à 18 h 54 et le dimanche et jours fériés de 7 h 14 à 18 h 54. - Fréquences : Lundi-vendredi : 2/h ; Week-end: 1/h. - Particularités : la boucle urbaine est dans le sens horaire. Tramway entre "Pétria" et "Monument". - Arrêts non accessibles aux UFR : - Date de dernière mise à jour : 24 avril 2017.                                                                                           |                                      |                                      |                                      |                                      |                                               |                                          |                                      |                                      |
| M2    | Dernière actualisation : — |                                      |                                      |                                      |                                      |                                               |                                          |                                      |                                      |
| M3    | Ligne M3 du métro léger de Charleroi | Ligne M3 du métro léger de Charleroi | Ligne M3 du métro léger de Charleroi | Ligne M3 du métro léger de Charleroi | Ligne M3 du métro léger de Charleroi | Ligne M3 du métro léger de Charleroi          | Ligne M3 du métro léger de Charleroi     | Ligne M3 du métro léger de Charleroi | Ligne M3 du métro léger de Charleroi |
| M3    | Charleroi ⥋ Gosselies — Faubourg de Bruxelles |                                      |                                      |                                      |                                      |                                               |                                          |                                      |                                      |
| M3    | Ouverture / Fermeture 22 juin 2013 / — | Longueur 16,6 km                     | Durée 33 min                         | Nb. d’arrêts 28                      | Matériel BN LRV                      | Jours de fonctionnement L, Ma, Me, J, V, S, D | Jour / Soir / Nuit / Fêtes O / N / N / O | Voy. / an —                          | Exploitant TEC Charleroi             |
| M3    | Desserte : - Ville et lieux desservis : Charleroi - Gares desservies : Gare de Charleroi-Central, Gare de Charleroi-Ouest |                                      |                                      |                                      |                                      |                                               |                                          |                                      |                                      |
| M3    | Autre : - Amplitudes horaires : la ligne fonctionne du lundi au vendredi sauf jours fériés de 5 h 6 à 20 h 1, le samedi sauf jours fériés de 5 h 22 à 19 h 56 et le dimanche et jours fériés de 5 h 10 à 20 h 1. - Fréquences : Lundi-vendredi (scolaires) : 6/h ; Lundi-vendredi (congés) : 4/h ; Samedi : 4/h ; Dimanche/fériés : 3/h - Particularités : la boucle urbaine est dans le sens horaire. Tramway en site propre entre "Piges" et "Faubourg de Bruxelles". - Arrêts non accessibles aux UFR : - Date de dernière mise à jour : 24 avril 2017. |                                      |                                      |                                      |                                      |                                               |                                          |                                      |                                      |
| M3    | Dernière actualisation : — |                                      |                                      |                                      |                                      |                                               |                                          |                                      |                                      |
| M4    | Ligne M4 du métro léger de Charleroi | Ligne M4 du métro léger de Charleroi | Ligne M4 du métro léger de Charleroi | Ligne M4 du métro léger de Charleroi | Ligne M4 du métro léger de Charleroi | Ligne M4 du métro léger de Charleroi          | Ligne M4 du métro léger de Charleroi     | Ligne M4 du métro léger de Charleroi | Ligne M4 du métro léger de Charleroi |
| M4    | Charleroi ⥋ Gilly — Soleilmont |                                      |                                      |                                      |                                      |                                               |                                          |                                      |                                      |
| M4    | Ouverture / Fermeture 27 février 2012 / — | Longueur 8,3 km                      | Durée 28 min                         | Nb. d’arrêts 15                      | Matériel BN LRV                      | Jours de fonctionnement L, Ma, Me, J, V, S, D | Jour / Soir / Nuit / Fêtes O / N / N / O | Voy. / an —                          | Exploitant TEC Charleroi             |
| M4    | Desserte : - Ville et lieux desservis : Charleroi - Gares desservies : Gare de Charleroi-Central, Gare de Charleroi-Ouest |                                      |                                      |                                      |                                      |                                               |                                          |                                      |                                      |
| M4    | Autre : - Amplitudes horaires : la ligne fonctionne du lundi au vendredi sauf jours fériés de 5 h 4 à 19 h 42, le samedi sauf jours fériés de 5 h 4 à 19 h 42 et le dimanche et jours fériés de 5 h 36 à 19 h 39. - Fréquences : Lundi-vendredi : 6 à 12/h ; samedi : 6/h ; dimanche/fériés : 4/h - Particularités : la boucle urbaine dans le sens anti-horaire. - Arrêts non accessibles aux UFR : - Date de dernière mise à jour : 24 avril 2017. |                                      |                                      |                                      |                                      |                                               |                                          |                                      |                                      |
| M4    | Dernière actualisation : — |                                      |                                      |                                      |                                      |                                               |                                          |                                      |                                      |

### Boucle centrale
Planifiée comme un anneau central possédant 8 stations avec des embranchement vers les 8 lignes de l'agglomération, la boucle est complète depuis la jonction entre la station Sud et la station Parc. La mise en service commença le 27 février 2012 pour les lignes 1, 2 et 4 puis en septembre 2012 pour la ligne 3. En janvier 2023, la station Sud est renommée Gare Centrale, tandis qu'un neuvième arrêt fait son apparition, dénommé Sambre. Le 8 septembre 2023, la station Beaux-Arts est renommée Palais.
La boucle a 9 stations sur une longueur de 4,3 km.
|  |  |  |   |  | Stations      | Lat/Long                    | Type    | Situation  | Communes                    | Inauguration    | Lignes | Notes                                     |
|  |  |  | - |  | ------------- | --------------------------- | ------- | ---------- | --------------------------- | --------------- | ------ | ----------------------------------------- |
|  |  |  |   |  |               |                             |         |            |                             |                 |        |                                           |
|  |  |  |   |  |               |                             |         |            |                             |                 |        |                                           |
|  |  |  | o |  | Gare Centrale | 50° 24′ 17″ N, 4° 26′ 19″ E | Métro   | Surface    | Charleroi-ville (Charleroi) | octobre 1973    |        | Dénommée « Sud » jusqu'au 2 janvier 2023. |
|  |  |  | • |  | Villette      | 50° 24′ 23″ N, 4° 26′ 06″ E | Métro   | Viaduc     | Charleroi-ville (Charleroi) | 21 juin 1976    |        |                                           |
|  |  |  | • |  | Ouest         | 50° 24′ 38″ N, 4° 26′ 11″ E | Métro   | Souterrain | Charleroi-ville (Charleroi) | 30 juin 1980    |        | Initialement prévue en viaduc.            |
|  |  |  | • |  | Palais        | 50° 24′ 53″ N, 4° 26′ 35″ E | Métro   | Souterrain | Charleroi-ville (Charleroi) | 24 mai 1983     |        |                                           |
|  |  |  | • |  | Waterloo      | 50° 25′ 03″ N, 4° 27′ 00″ E | Métro   | Souterrain | Charleroi-ville (Charleroi) | 28 août 1992    |        | Initialement nommée « Nord ».             |
|  |  |  | • |  | Janson        | 50° 24′ 47″ N, 4° 27′ 07″ E | Métro   | Souterrain | Charleroi-ville (Charleroi) | 30 août 1996    |        |                                           |
|  |  |  | • |  | Parc          | 50° 24′ 34″ N, 4° 26′ 55″ E | Métro   | Souterrain | Charleroi-ville (Charleroi) | 30 août 1996    |        |                                           |
|  |  |  | • |  | Tirou         | 50° 24′ 22″ N, 4° 26′ 44″ E | Tramway | Surface    | Charleroi-ville (Charleroi) | 27 février 2012 |        | Initialement nommée « Écluse ».           |
|  |  |  | • |  | Sambre        | 50° 24′ 19″ N, 4° 26′ 32″ E | Tramway | Surface    | Charleroi-ville (Charleroi) | 3 janvier 2023  |        |                                           |
|  |  |  |   |  |               |                             |         |            |                             |                 |        |                                           |
|  |  |  |   |  |               |                             |         |            |                             |                 |        |                                           |

Légende : les arrêts sont signalés par un •, les pôles d'échanges par un O et les terminus par un ■. Couleurs : Métro ; Tramway ; Non desservie.

### Antenne vers Anderlues
L'antenne vers Anderlues est la première antenne à avoir été mise en service sur toute sa longueur, en plusieurs étapes entre 1980 et 1992 (voir historique). Cette ligne, devant initialement avoir pour terminus la station Pétria à Fontaine-l'Évêque, s'est vue finalement adjoindre une portion d'une ligne de tram de l'ancienne SNCV entre les arrêts Pétria et Monument.
La section Palais - Pétria est à double voie. Après Pétria, la ligne est à voie unique jusqu'à Monument, sauf au niveau de Surschiste (Fontaine-l'Evêque) où se croisent les trams, ainsi qu'à l'arrêt Rue de la Station à Anderlues pour permettre aux passagers de débarquer sur les trottoirs de la rue. Le terminus Monument est également à double voie. La circulation des trams se fait à droite.
La plus grande partie de la ligne est aérienne. La section Piges - Dampremy est souterraine, une longue section de part et d'autre des stations Providence et Moulin est en viaduc, la traversée de Marchienne est souterraine, de même que la traversée de Fontaine-l'Evêque. Au-delà de Pétria, le tram circule sur le côté de la chaussée, et ce jusqu'à Surschiste, puis en site propre jusque Route de Thuin, sur le bord de la chaussée jusque Jonction, et au milieu de la route par la suite. L'antenne totalise donc une longueur totale de 13 km, dont les 3,5 derniers kilomètres, au-delà de Pétria, sont une ligne de tramway en site propre (ni en souterrain, ni en viaduc).
La vitesse maximale sur l'antenne d'Anderlues est de 65 km/h. Néanmoins, à de nombreux endroits, la vitesse maximale autorisée est moins élevée (45 - 55 km/h). Le passage sous le pont de la Trefilerie le long de la route de Mons se fait à 25 km/h, de même que le franchissement de la Sambre dans le sens Providence - De Cartier, et l'important virage se situant juste avant la station Dampremy en arrivant de Charleroi.
L'antenne compte onze stations de métro et six arrêts de tram : Palais, Piges, Dampremy, Providence, De Cartier, Moulin, Morgnies, Leernes, Paradis, Fontaine, Pétria, Coron du Berger, Surschiste, Route de Thuin, Jonction, Rue de la Station et enfin Monument. D'après les plans initiaux, une douzième station, Tréfilerie, aurait dû être ouverte entre Providence et Dampremy, près du pont du même nom.
L'antenne est parcourue par les lignes M1 et M2 depuis le 27 février 2012. Auparavant, elle était parcourue par les lignes 88 et 89. Plus anciennement, elle était également utilisée par les lignes 90 (Charleroi - La Louvière) et 92 (Charleroi - Thuin)
L'antenne possède 16 stations sur une longueur de 13 km.

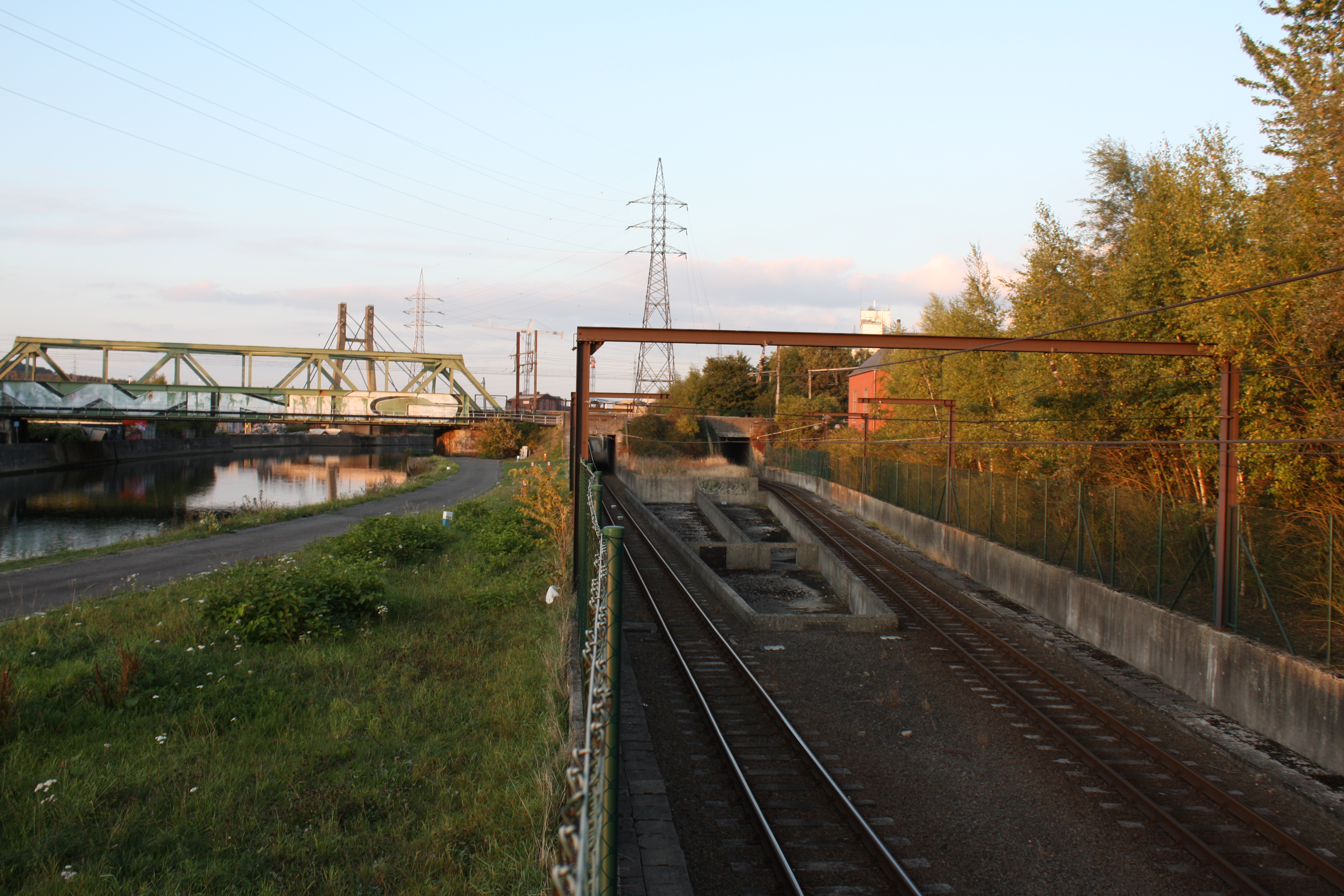
La station Marchienne, entre les stations Providence et De Cartier), était prévue comme station de correspondance avec la gare SNCB de Marchienne. Celle-ci devant être transférée au croisement avec le métro léger, la station De Cartier n'a pas pris le nom Marchienne.

|   |   | • | Ouest             | 50° 24′ 38″ N, 4° 26′ 11″ E | Métro   | Souterrain | Charleroi-ville (Charleroi)    | 24 mai 1983  |   | Sortie de la Boucle centrale. |  |  |  |
| • |   |   | Palais            | 50° 24′ 53″ N, 4° 26′ 35″ E | Métro   | Souterrain | Charleroi-ville (Charleroi)    | 24 mai 1983  |   | Sortie de la Boucle centrale. |  |  |  |
|   |   |   |                   |                             |         |            |                                |              |   |                               |  |  |  |
|   | • |   | Piges             | 50° 24′ 56″ N, 4° 26′ 14″ E | Métro   | Viaduc     | Dampremy (Charleroi)           | 30 juin 1980 |   | Vers ligne M3                 |  |  |  |
|   |   |   |                   |                             |         |            |                                |              |   |                               |  |  |  |
|   | • |   | Dampremy          | 50° 24′ 59″ N, 4° 25′ 43″ E | Métro   | Souterrain | Dampremy (Charleroi)           | 24 mai 1983  |   |                               |  |  |  |
|   | • |   | Tréfilerie        | —                           | Métro   | /          | Marchienne-au-Pont (Charleroi) | /            | / | Non construit.                |  |  |  |
|   | • |   | Providence        | 50° 24′ 46″ N, 4° 24′ 28″ E | Métro   | Viaduc     | Marchienne-au-Pont (Charleroi) | 22 août 1992 |   |                               |  |  |  |
|   | • |   | Marchienne        | —                           | Métro   | /          | Marchienne-au-Pont (Charleroi) | /            | / | En projet.                    |  |  |  |
|   | • |   | De Cartier        | 50° 24′ 25″ N, 4° 23′ 43″ E | Métro   | Souterrain | Marchienne-au-Pont (Charleroi) | 22 août 1992 |   |                               |  |  |  |
|   | • |   | Moulin            | 50° 24′ 31″ N, 4° 23′ 14″ E | Métro   | Viaduc     | Monceau-sur-Sambre (Charleroi) | 22 août 1992 |   |                               |  |  |  |
|   | • |   | Morgnies          | 50° 24′ 15″ N, 4° 21′ 55″ E | Métro   | Surface    | Goutroux (Charleroi)           | 24 mai 1983  |   |                               |  |  |  |
|   | • |   | Leernes           | 50° 24′ 06″ N, 4° 20′ 50″ E | Métro   | Surface    | Leernes (Fontaine-l'Évêque)    | 24 mai 1983  |   |                               |  |  |  |
|   | • |   | Paradis           | 50° 24′ 19″ N, 4° 20′ 18″ E | Métro   | Viaduc     | Fontaine-l'Évêque              | 24 mai 1983  |   |                               |  |  |  |
|   | • |   | Fontaine          | 50° 24′ 24″ N, 4° 19′ 36″ E | Métro   | Souterrain | Fontaine-l'Évêque              | 25 mai 1986  |   |                               |  |  |  |
|   | • |   | Petria            | 50° 24′ 22″ N, 4° 18′ 42″ E | Métro   | Surface    | Fontaine-l'Évêque              | 25 mai 1986  |   |                               |  |  |  |
|   | • |   | Coron du Berger   | 50° 24′ 23″ N, 4° 18′ 07″ E | Tramway | Surface    | Fontaine-l'Évêque              |              |   |                               |  |  |  |
|   | • |   | Surchiste         | 50° 24′ 23″ N, 4° 17′ 37″ E | Tramway | Surface    | Fontaine-l'Évêque              |              |   |                               |  |  |  |
|   | • |   | Route de Thuin    | 50° 24′ 12″ N, 4° 17′ 14″ E | Tramway | Surface    | Anderlues                      |              |   |                               |  |  |  |
|   | • |   | Jonction          | 50° 24′ 00″ N, 4° 16′ 59″ E | Tramway | Surface    | Anderlues                      |              |   |                               |  |  |  |
|   | • |   | Rue de la Station | 50° 24′ 12″ N, 4° 16′ 37″ E | Tramway | Surface    | Anderlues                      |              |   |                               |  |  |  |
|   | ■ |   | Monument          | 50° 24′ 21″ N, 4° 16′ 18″ E | Tramway | Surface    | Anderlues                      |              |   |                               |  |  |  |
|   |   |   |                   |                             |         |            |                                |              |   |                               |  |  |  |

Légende : les arrêts sont signalés par un •, les pôles d'échanges par un O et les terminus par un ■. Couleurs : Métro ; Tramway ; Non desservie.

### Antenne vers Gosselies
La ligne vers Gosselies part de la station Piges et circule comme un tram sur site propre. Son inauguration a eu lieu le 21 juin 2013.
L'antenne possède 19 stations sur une longueur de 12,3 km.

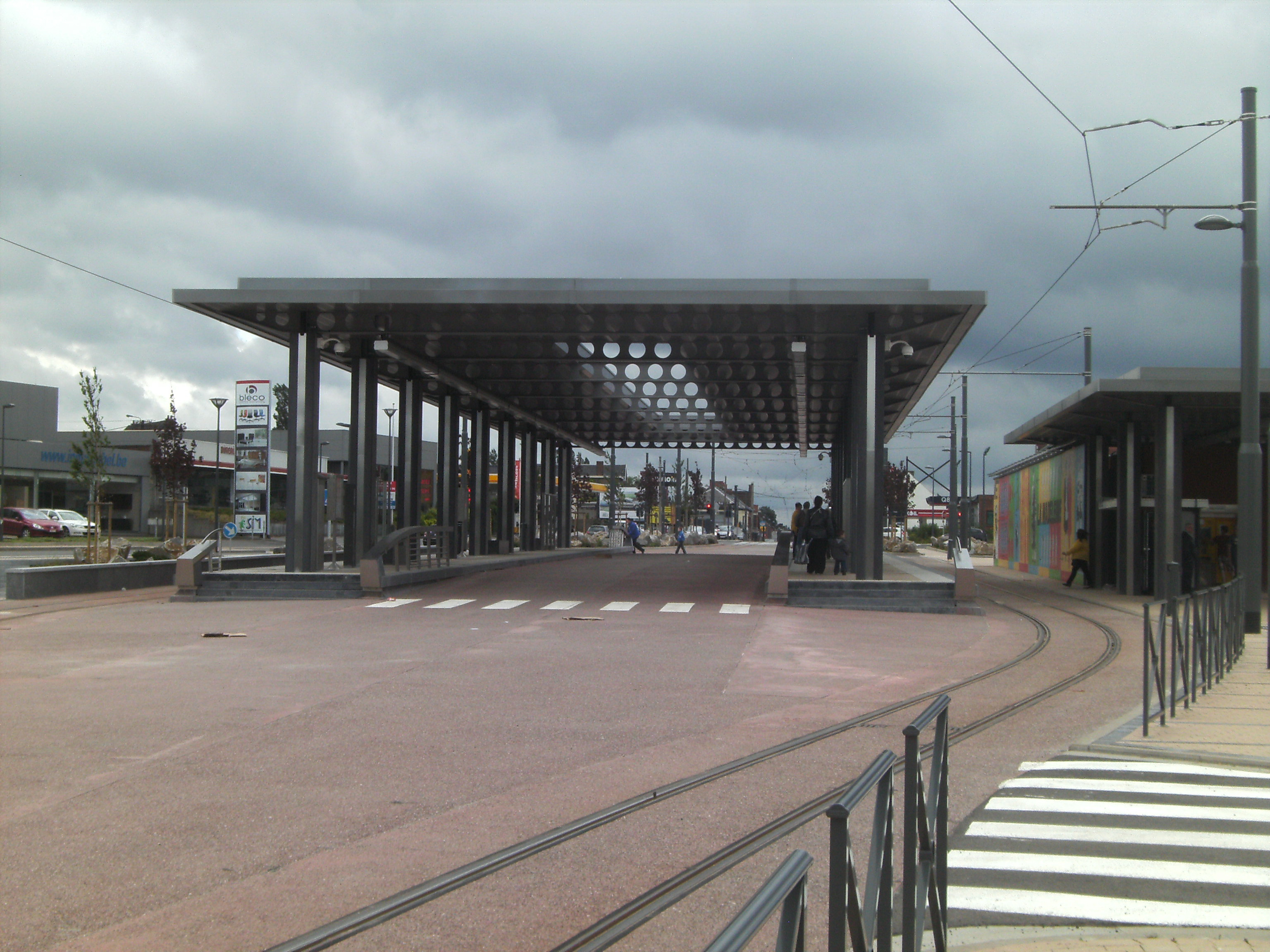
La station Madeleine, à proximité du dépôt de Jumet. Arrêt de tram et de bus. À proximité de la A54 avec un parking de persuasion de plus de 200 places.

|   |   | • | Ouest                 | 50° 24′ 38″ N, 4° 26′ 11″ E | Métro   | Souterrain | Charleroi-ville (Charleroi) | 24 mai 1983  |  | Sortie de la Boucle centrale. |  |  |  |
| • |   |   | Palais                | 50° 24′ 53″ N, 4° 26′ 35″ E | Métro   | Souterrain | Charleroi-ville (Charleroi) | 24 mai 1983  |  | Sortie de la Boucle centrale. |  |  |  |
|   |   |   |                       |                             |         |            |                             |              |  |                               |  |  |  |
|   | • |   | Piges                 | 50° 24′ 56″ N, 4° 26′ 14″ E | Métro   | Viaduc     | Dampremy (Charleroi)        | 30 juin 1980 |  | Vers lignes M1 et M2          |  |  |  |
|   |   |   |                       |                             |         |            |                             |              |  |                               |  |  |  |
|   | • |   | Sacré Madame          | 50° 25′ 05″ N, 4° 26′ 19″ E | Tramway | Surface    | Dampremy (Charleroi)        | 22 juin 2013 |  |                               |  |  |  |
|   | • |   | La Planche            | 50° 25′ 20″ N, 4° 26′ 25″ E | Tramway | Surface    | Dampremy (Charleroi)        | 22 juin 2013 |  |                               |  |  |  |
|   | • |   | Deschassis            | 50° 25′ 38″ N, 4° 26′ 26″ E | Tramway | Surface    | Lodelinsart (Charleroi)     | 22 juin 2013 |  |                               |  |  |  |
|   | • |   | Marie Curie           | 50° 25′ 51″ N, 4° 26′ 27″ E | Tramway | Surface    | Lodelinsart (Charleroi)     | 22 juin 2013 |  |                               |  |  |  |
|   | • |   | Saint-Antoine         | 50° 26′ 08″ N, 4° 26′ 26″ E | Tramway | Surface    | Jumet (Charleroi)           | 22 juin 2013 |  |                               |  |  |  |
|   | • |   | Puissant              | 50° 26′ 24″ N, 4° 26′ 18″ E | Tramway | Surface    | Jumet (Charleroi)           | 22 juin 2013 |  |                               |  |  |  |
|   | • |   | Chaussée de Gilly     | 50° 26′ 36″ N, 4° 26′ 13″ E | Tramway | Surface    | Jumet (Charleroi)           | 22 juin 2013 |  |                               |  |  |  |
|   | • |   | Rue Bertaux           | 50° 26′ 48″ N, 4° 26′ 08″ E | Tramway | Surface    | Jumet (Charleroi)           | 22 juin 2013 |  |                               |  |  |  |
|   | • |   | Madeleine             | 50° 27′ 08″ N, 4° 25′ 59″ E | Tramway | Surface    | Jumet (Charleroi)           | 22 juin 2013 |  |                               |  |  |  |
|   | • |   | Carrosse              | 50° 27′ 33″ N, 4° 25′ 49″ E | Tramway | Surface    | Gosselies (Charleroi)       | 22 juin 2013 |  |                               |  |  |  |
|   |   |   |                       |                             |         |            |                             |              |  |                               |  |  |  |
| • |   | ⇃ | Chaussée de Fleurus   | 50° 27′ 50″ N, 4° 26′ 12″ E | Tramway | Surface    | Gosselies (Charleroi)       | 22 juin 2013 |  |                               |  |  |  |
| ↾ |   | • | Leopold               | 50° 27′ 55″ N, 4° 25′ 54″ E | Tramway | Surface    | Gosselies (Charleroi)       | 22 juin 2013 |  |                               |  |  |  |
| • |   | ⇃ | City Nord             | 50° 28′ 05″ N, 4° 26′ 18″ E | Tramway | Surface    | Gosselies (Charleroi)       | 22 juin 2013 |  |                               |  |  |  |
| ↾ |   | • | Calvaire              | 50° 28′ 07″ N, 4° 25′ 56″ E | Tramway | Surface    | Gosselies (Charleroi)       | 22 juin 2013 |  |                               |  |  |  |
| • |   | ⇃ | Emailleries           | 50° 28′ 16″ N, 4° 26′ 19″ E | Tramway | Surface    | Gosselies (Charleroi)       | 22 juin 2013 |  |                               |  |  |  |
| ↾ |   | • | Bruyerre              | 50° 28′ 24″ N, 4° 26′ 08″ E | Tramway | Surface    | Gosselies (Charleroi)       | 22 juin 2013 |  |                               |  |  |  |
| • |   | ⇃ | Rue du Chemin de Fer  | 50° 28′ 22″ N, 4° 26′ 20″ E | Tramway | Surface    | Gosselies (Charleroi)       | 22 juin 2013 |  |                               |  |  |  |
|   |   |   |                       |                             |         |            |                             |              |  |                               |  |  |  |
|   | ■ |   | Faubourg de Bruxelles | 50° 28′ 37″ N, 4° 26′ 24″ E | Tramway | Surface    | Gosselies (Charleroi)       | 22 juin 2013 |  |                               |  |  |  |
|   |   |   |                       |                             |         |            |                             |              |  |                               |  |  |  |

Légende : les arrêts sont signalés par un •, les pôles d'échanges par un O et les terminus par un ■. Couleurs : Métro ; Tramway ; Non desservie.

### Antenne vers Gilly
Cette ligne est la deuxième à avoir été mise en service, tout du moins partiellement. Son inauguration s'est faite le 28 août 1992. Trois stations ont été mises en service : Samaritaine, Gazomètre et Gilly, en plus de la section de la boucle centrale entre Beaux-Arts et Waterloo. Les plans initiaux projetaient deux stations en plus, Marabout et Sart-Culpart, au-delà de Gilly.
La ligne est à double voie sur toute sa longueur. Sa particularité est que les trams y roulent à gauche : le changement de voies se fait juste avant l'entrée de la station Samaritaine, en venant de Charleroi-centre.
La section en service est en souterrain, et la vitesse habituelle est de 45 - 55 km/h. Elle est parcourue par la ligne M4.
Cette ligne a beaucoup de succès, à tel point que le TEC est contraint de faire circuler des rames couplées par deux aux heures de pointe.
Au-delà de Gilly, sur la section autrefois non-achevée, se succèdent passages en souterrain et aériens où depuis 2009, des travaux furent réalisés pour parachever la section Gilly - Sart-Culpart, et une nouvelle section entre Sart-Culpart et Soleilmont, où une importante gare terminus en forme de goutte (du même style que pour la station Sud) est aménagée près de la chaussée de Fleurus. Elle est destinée à devenir une station de correspondance entre le métro et les bus se dirigeant vers l'est de Charleroi et vers Fleurus.
Depuis le 27 février 2012, la ligne compte sept stations : Waterloo (départ de la boucle centrale), Samaritaine, Gazomètre, Gilly, Marabout, Sart-Culpart, Soleilmont.
L'antenne possède 6 stations sur une longueur de 4 km.

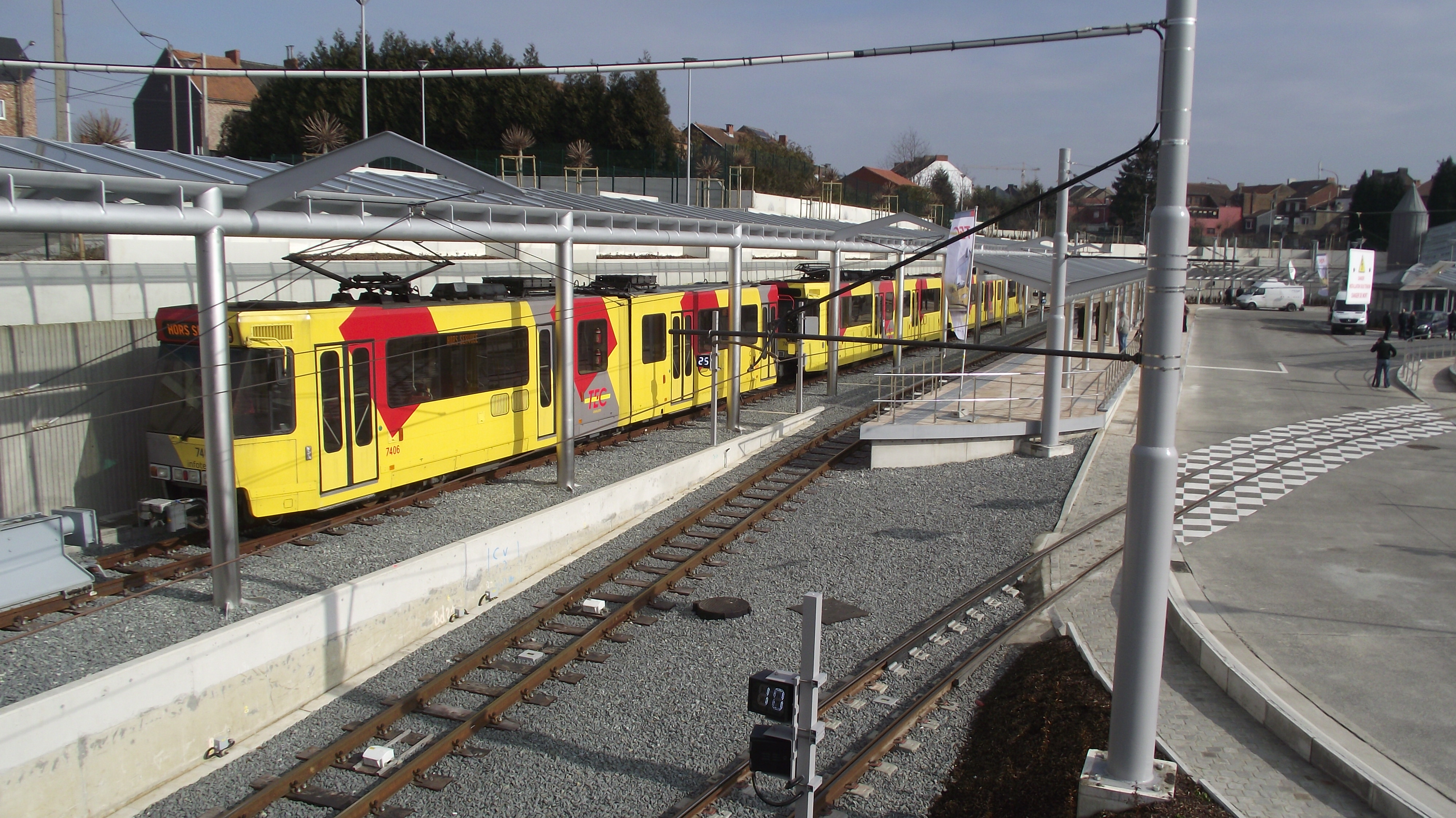
Nouvelle boucle terminus a Soleilmont.

|   |   |   | Stations     | Lat/Long                    | Type  | Situation  | Communes                    | Inauguration    | Lignes | Notes                           |
| - | - | - | ------------ | --------------------------- | ----- | ---------- | --------------------------- | --------------- | ------ | ------------------------------- |
| • |   |   | Waterloo     | 50° 25′ 03″ N, 4° 27′ 00″ E | Métro | Souterrain | Charleroi-ville (Charleroi) | 28 août 1992    |        | Sortie de la Boucle centrale.   |
|   |   | • | Janson       | 50° 24′ 47″ N, 4° 27′ 07″ E | Métro | Souterrain | Charleroi-ville (Charleroi) | 30 août 1996    |        | Sortie de la Boucle centrale.   |
|   |   |   |              |                             |       |            |                             |                 |        |                                 |
|   | • |   | Samaritaine  | 50° 25′ 12″ N, 4° 27′ 43″ E | Métro | Souterrain | Charleroi-ville (Charleroi) | 28 août 1992    |        |                                 |
|   | • |   | Gazomètre    | 50° 25′ 19″ N, 4° 28′ 29″ E | Métro | Souterrain | Gilly (Charleroi)           | 28 août 1992    |        |                                 |
|   | • |   | Gilly        | 50° 25′ 25″ N, 4° 28′ 43″ E | Métro | Souterrain | Gilly (Charleroi)           | 28 août 1992    |        | Sortie de la station en viaduc. |
|   | • |   | Marabout     | 50° 25′ 37″ N, 4° 29′ 13″ E | Métro | Souterrain | Gilly (Charleroi)           | 27 février 2012 |        |                                 |
|   | • |   | Sart-Culpart | 50° 25′ 45″ N, 4° 29′ 42″ E | Métro | Surface    | Gilly (Charleroi)           | 27 février 2012 |        |                                 |
|   | ■ |   | Soleilmont   | 50° 25′ 49″ N, 4° 30′ 10″ E | Métro | Surface    | Gilly (Charleroi)           | 27 février 2012 |        |                                 |
|   | ■ |   | Destrée      | —                           | Métro | /          | Châtelet                    | /               | /      | Non construit.                  |
|   |   |   |              |                             |       |            |                             |                 |        |                                 |

Légende : les arrêts sont signalés par un •, les pôles d'échanges par un O et les terminus par un ■. Couleurs : Métro ; Tramway ; Non desservie.

### Stations et arrêts

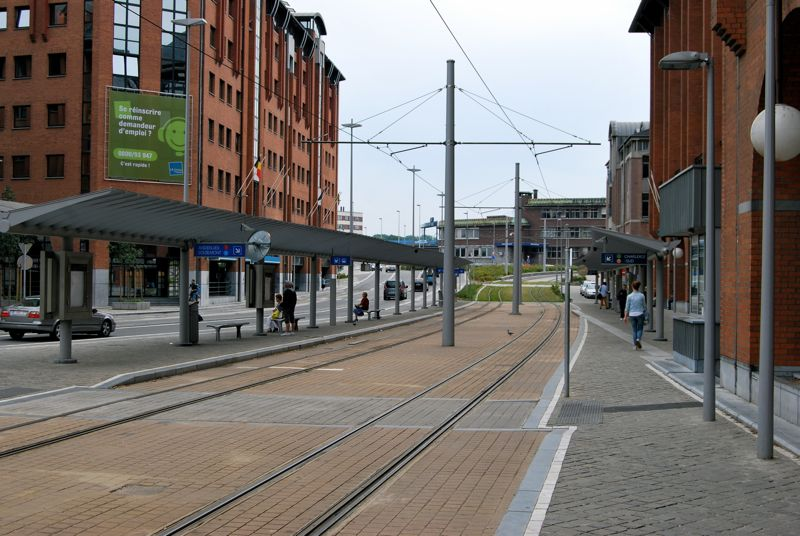
Station Tirou.

Le réseau dispose de 48 stations dont 10 sont souterraines.

### Identité visuelle

#### Logos
Le métro léger de Charleroi dispose de deux logos :
- Un « M » sur fond bleu, dessiné par Jean-Paul Emonds-Alt (1928-2014), est utilisé pour identifier les stations de type métro léger et leurs édicules. Ce logo est également utilisé par le métro de Bruxelles.
- Le logo « TEC » (abréviation de « Transports En Commun ») de l'Opérateur de transport de Wallonie (OTW), est utilisé sur les rames ainsi que sur les totems des arrêts de type tramway. Ce logo est également utilisé par l'OTW sur tous ses bus (dans toute la région wallonne) et tramways (à Liège).

Logo « M » des stations des métros de Charleroi et Bruxelles
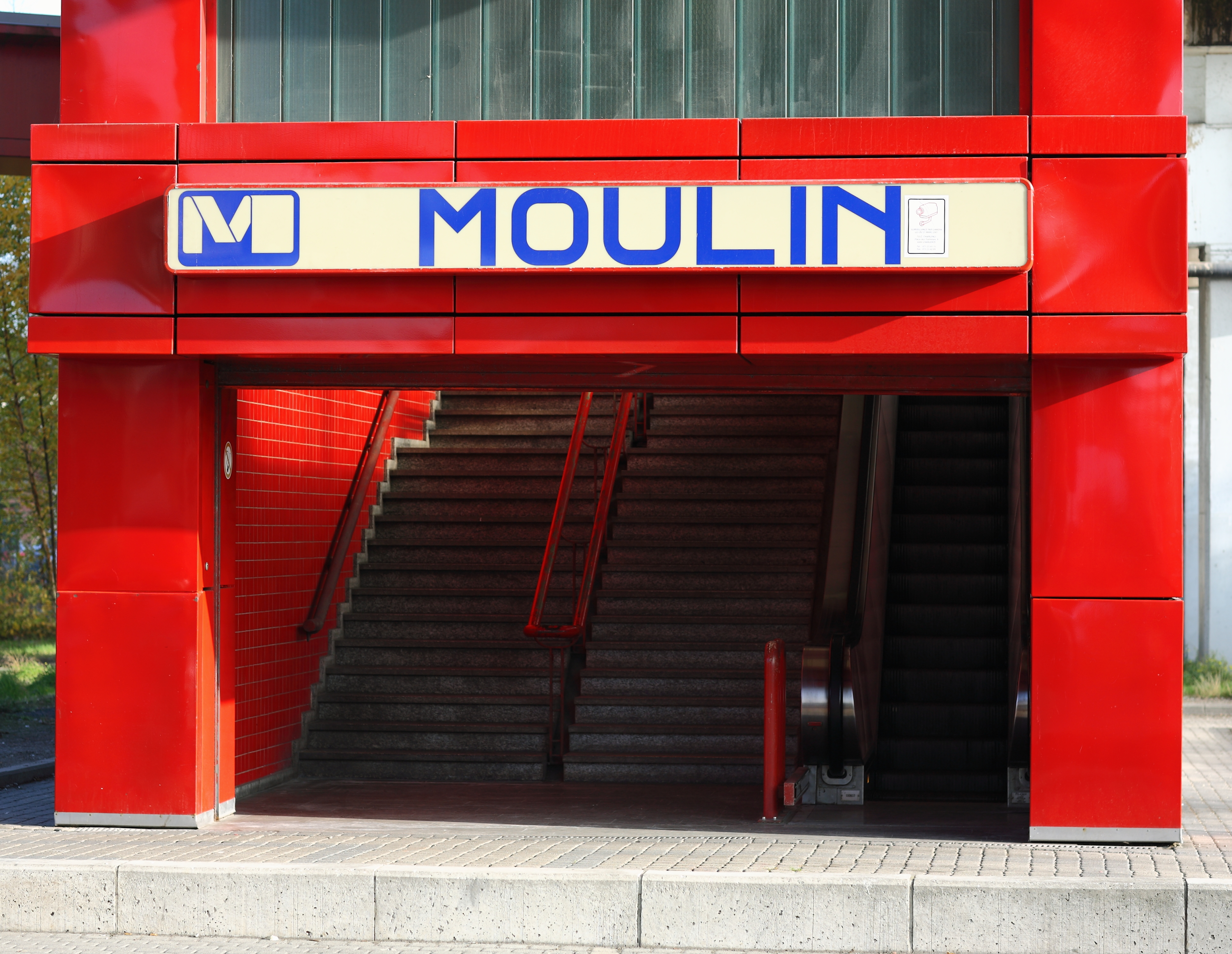
Logo « M » à l'entrée de la station Moulin
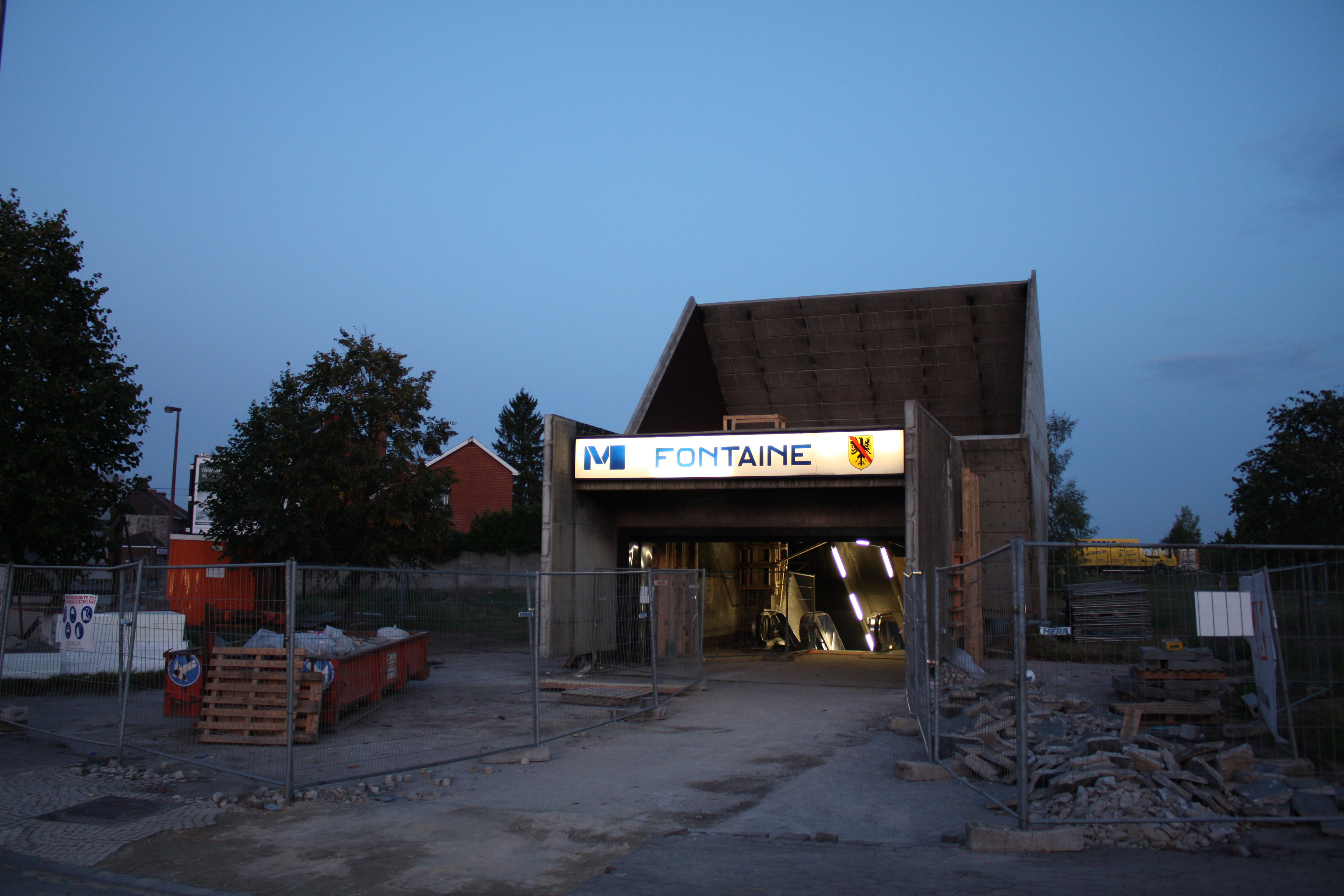
Variante du « M » à l'entrée de la station Fontaine (couleurs blanche et bleue inversées)
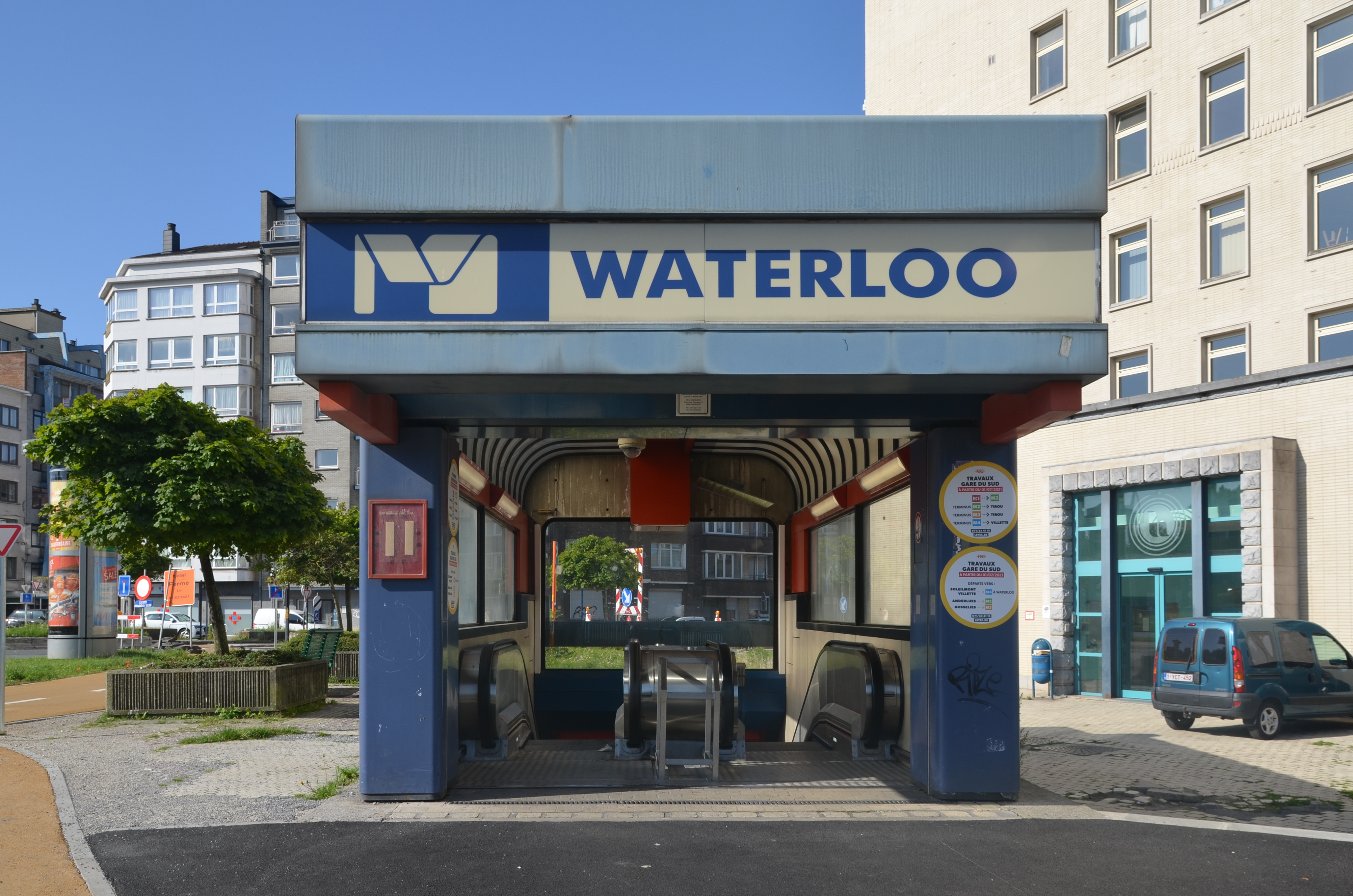
Variante du « M » à l'entrée de la station Waterloo (proportion et placement des éléments formant le « M »)
Logo du TEC Charleroi
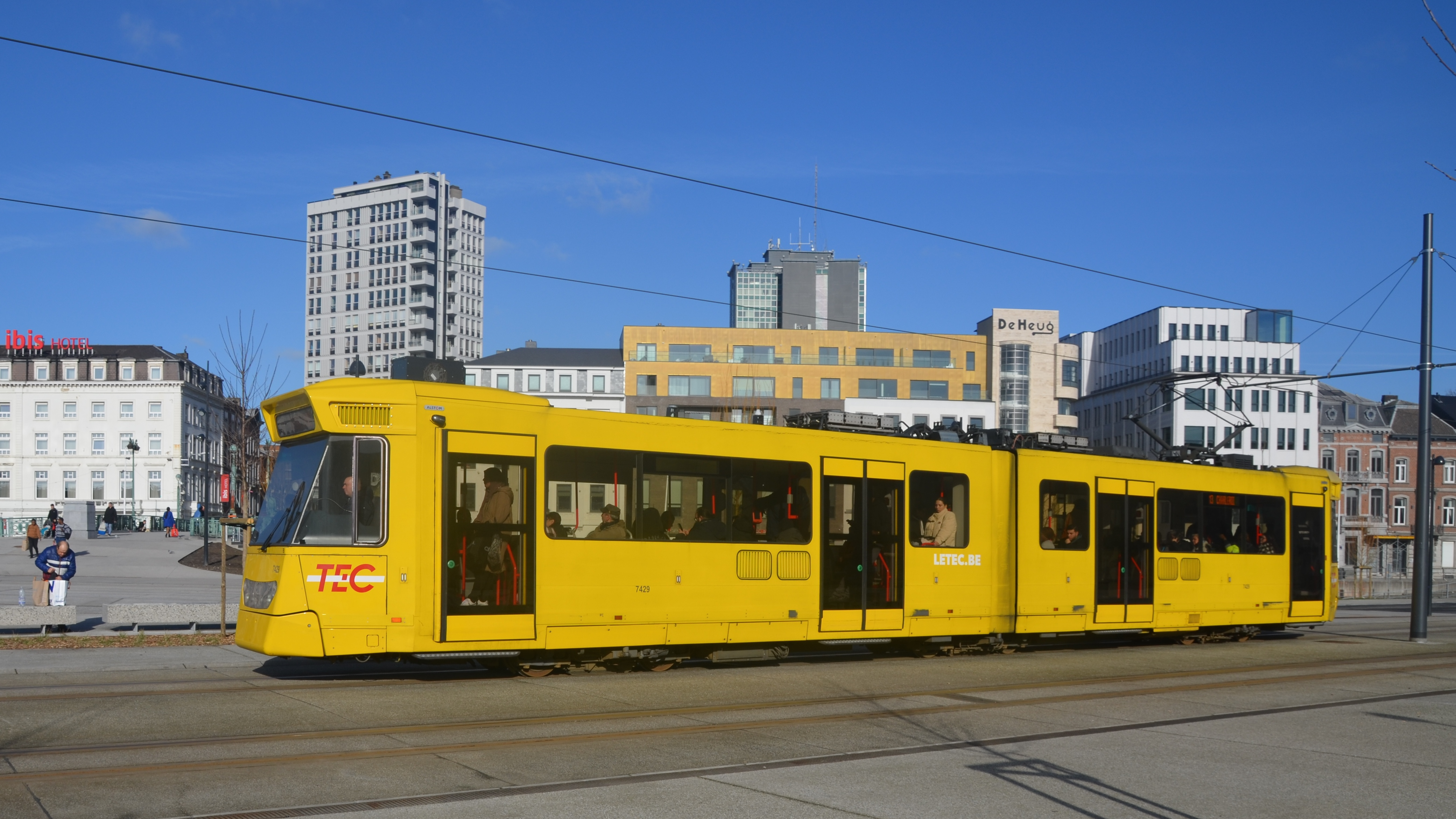
Logo « TEC » sur une rame du métro léger
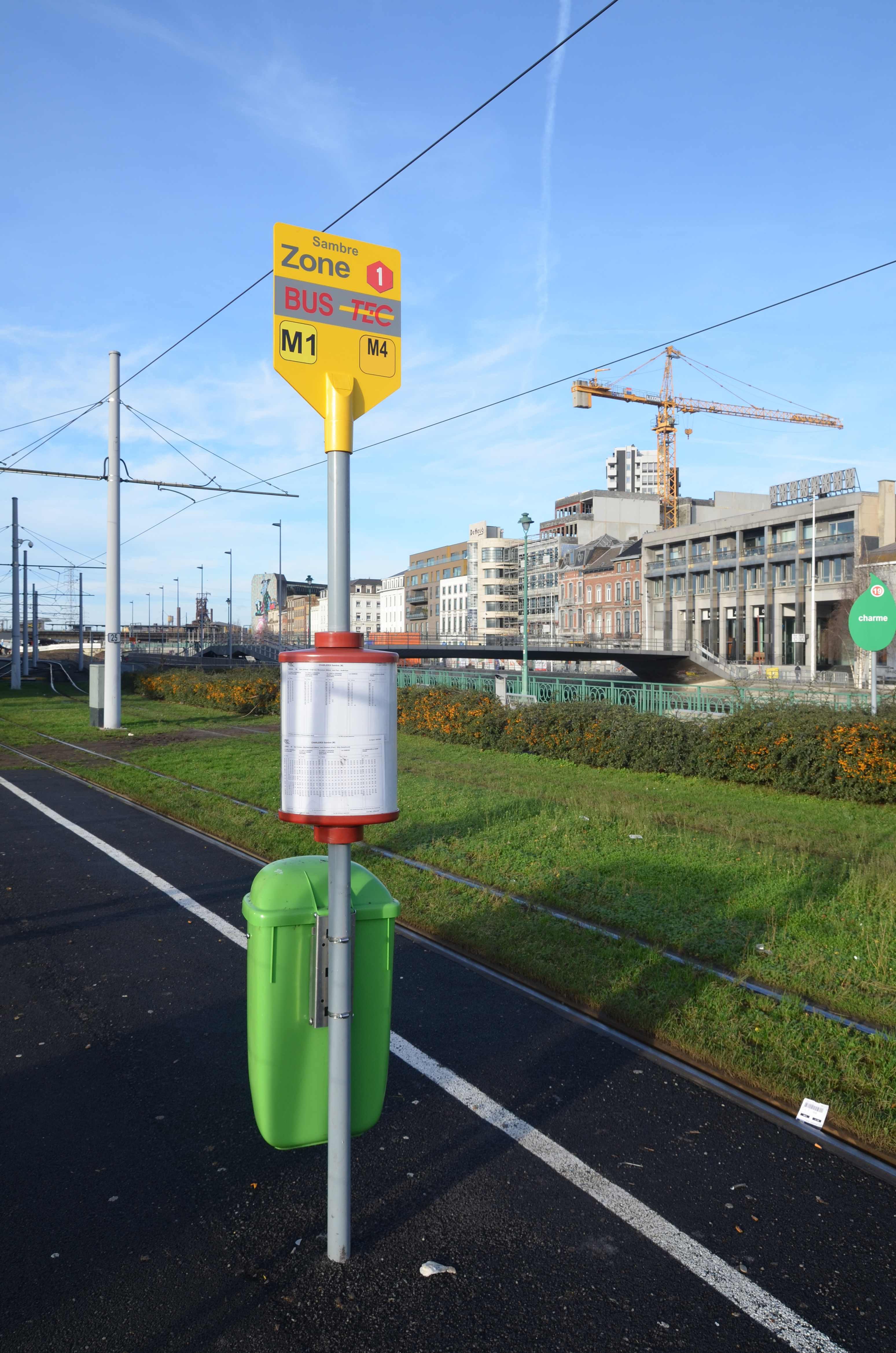
Logo « TEC » sur un totem de l'arrêt Sambre

#### Livrée des véhicules

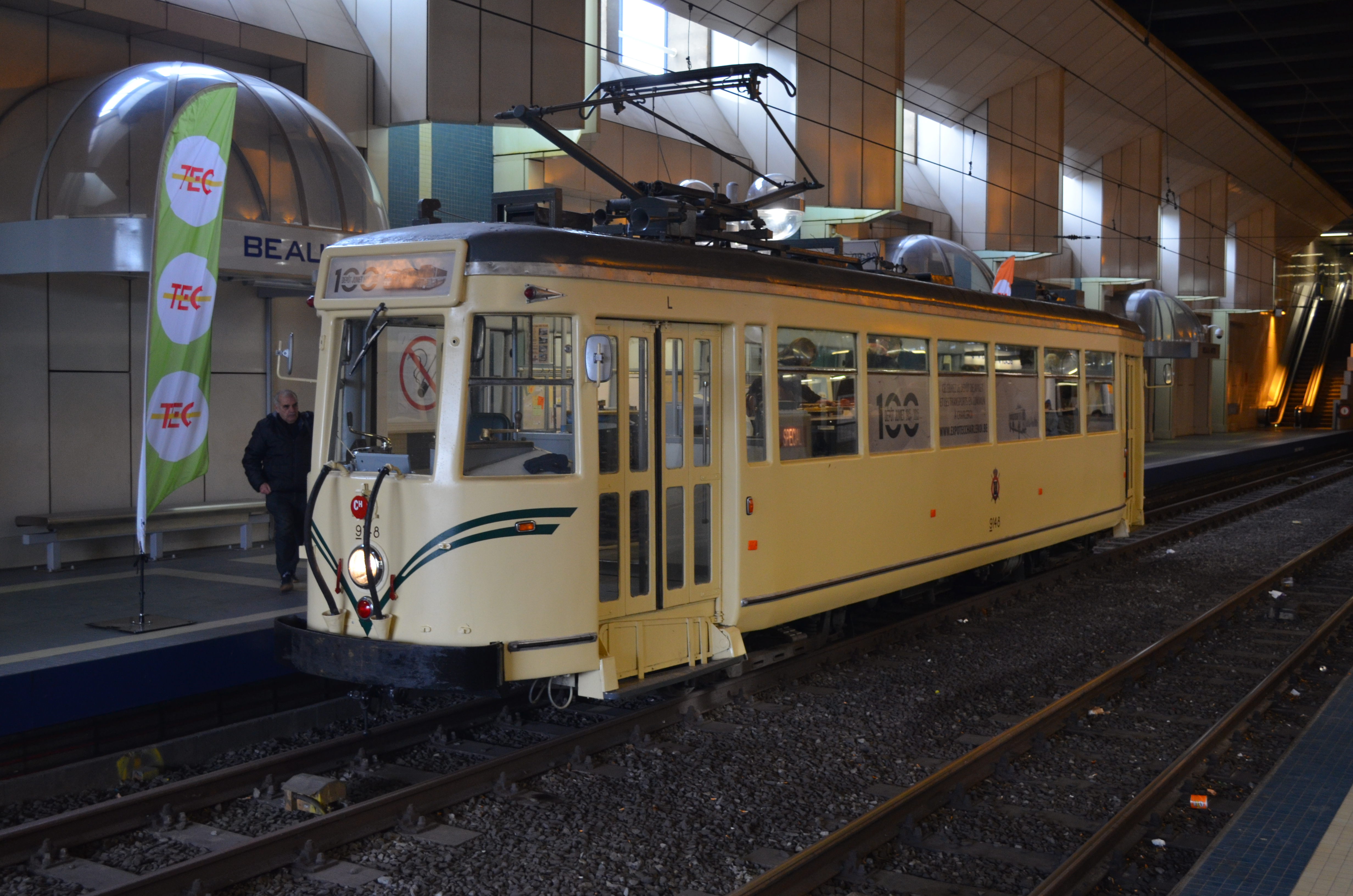
Première livrée
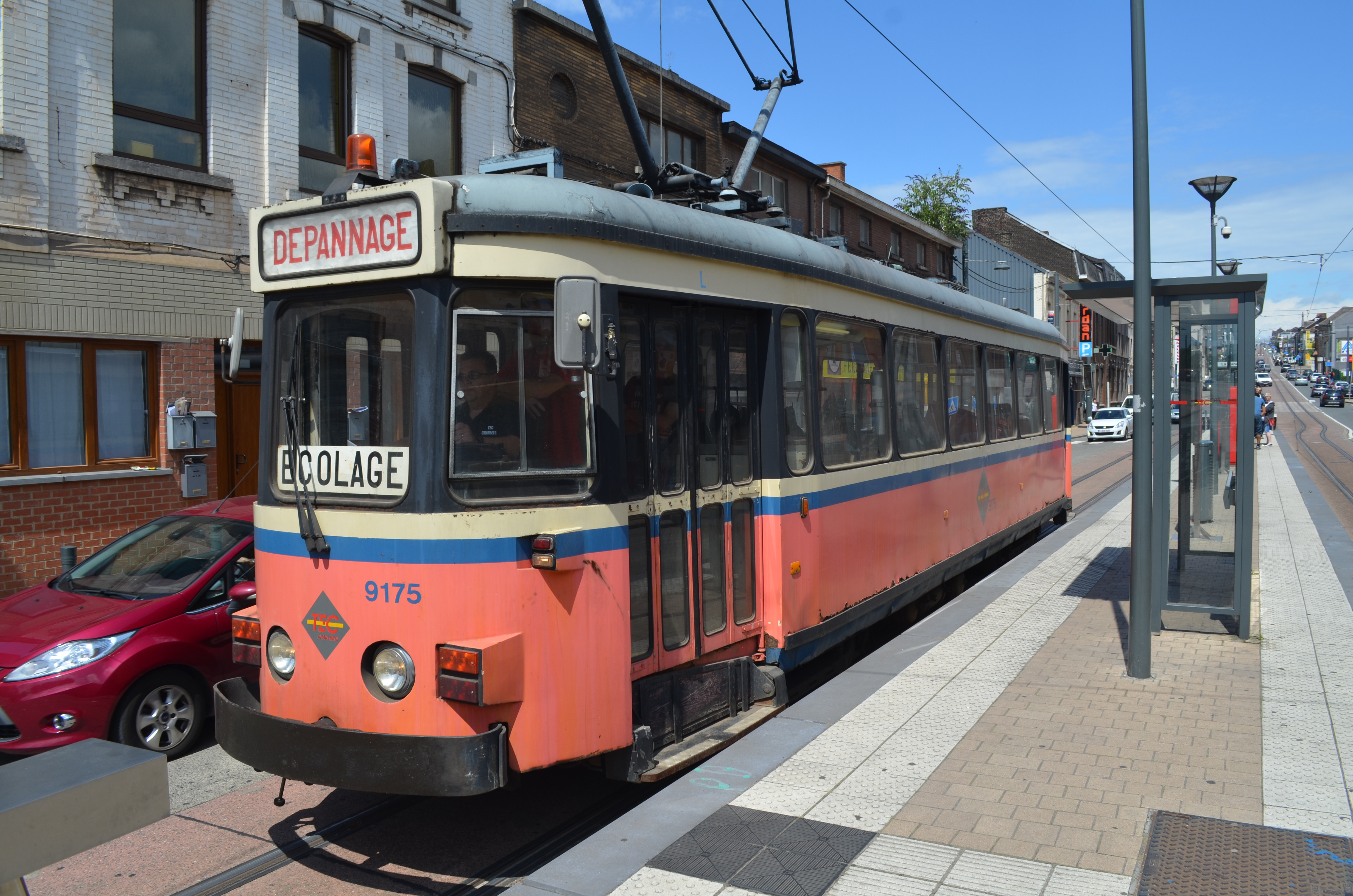
Deuxième livrée, aux couleurs des anciens tramways vicinaux
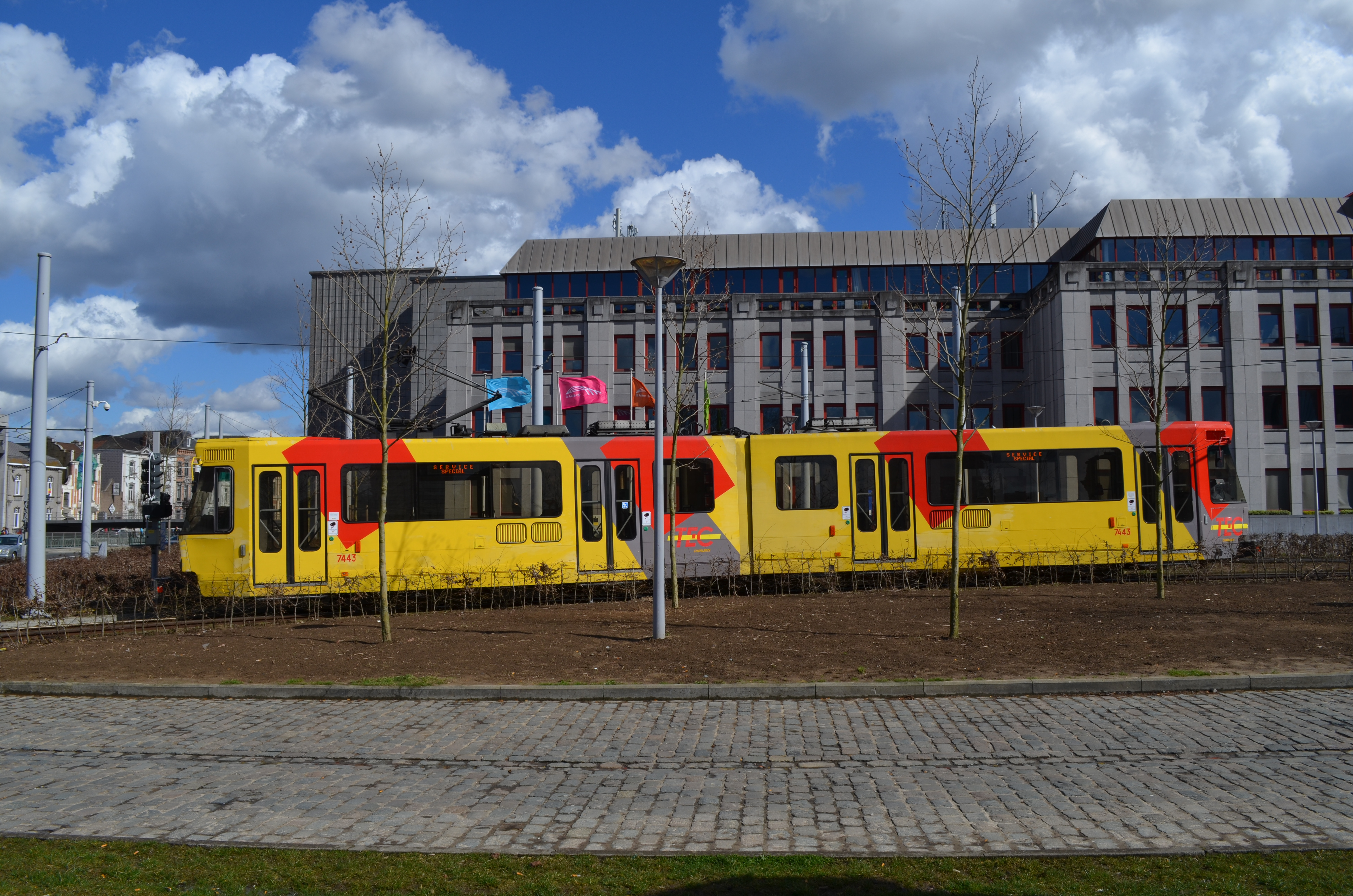
Livrée aux couleurs du TEC avant 2021
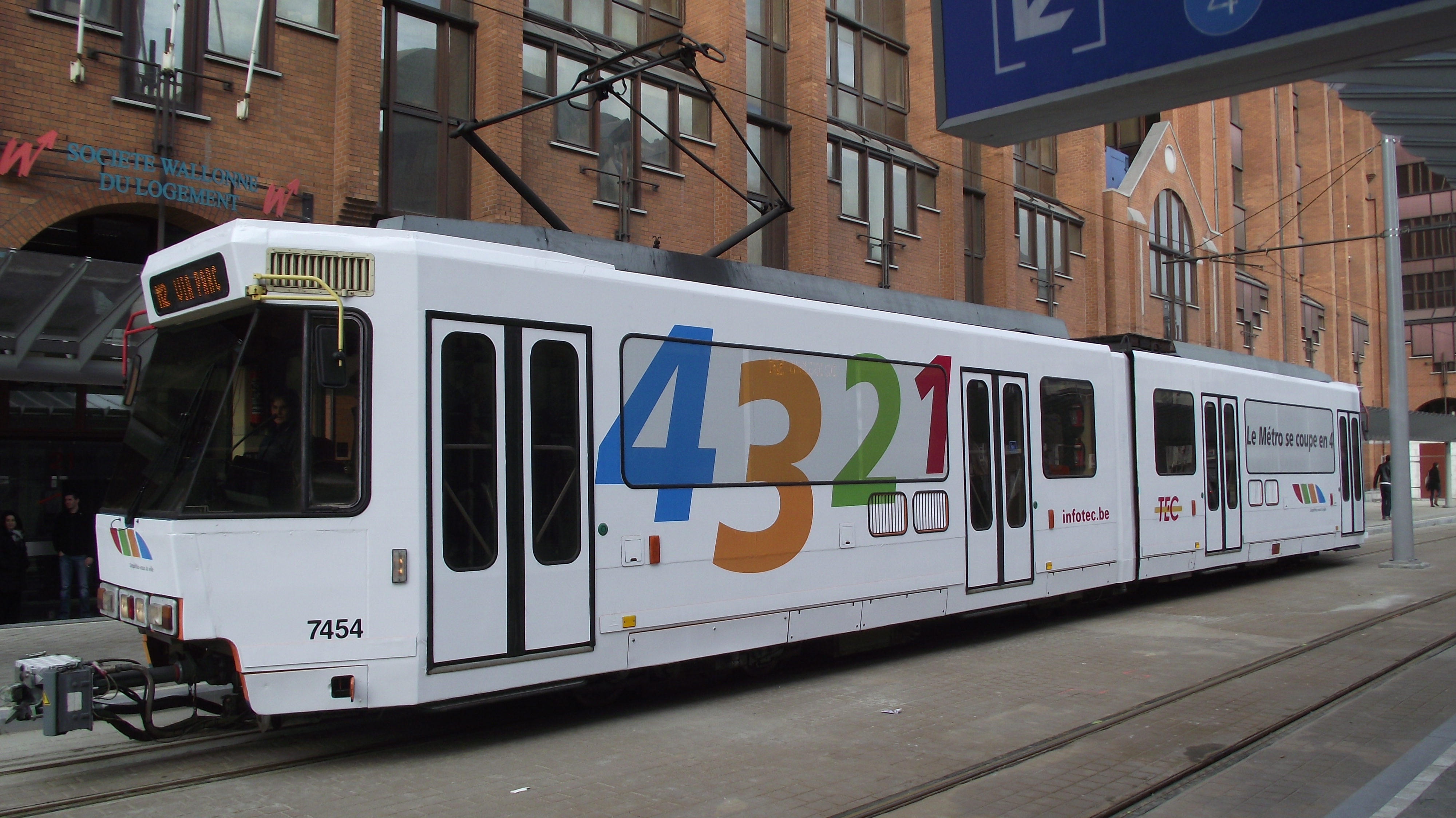
Livrée spécifique pour la refonte du réseau, en 2012
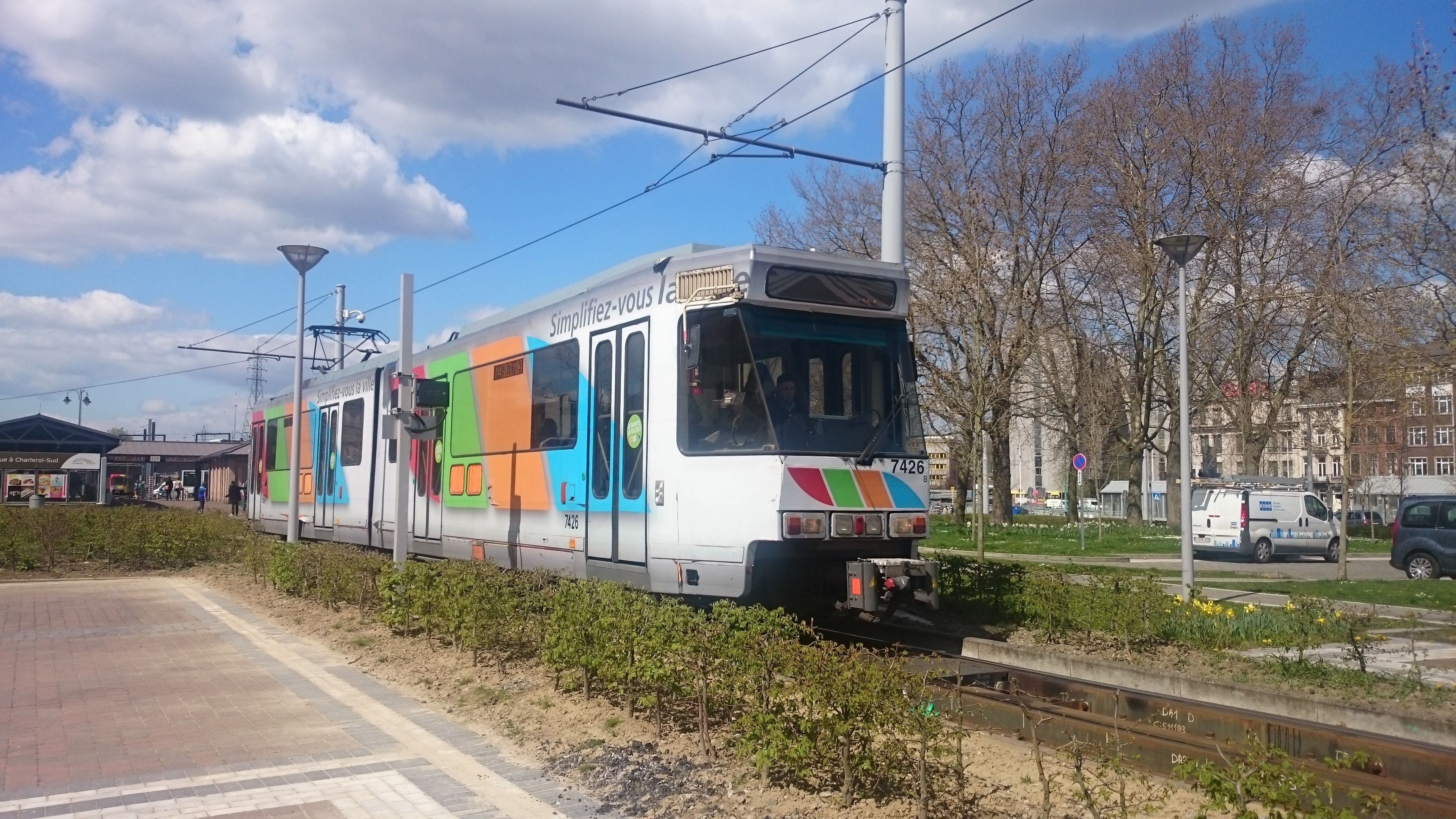
Livrée spécifique faite en 2012
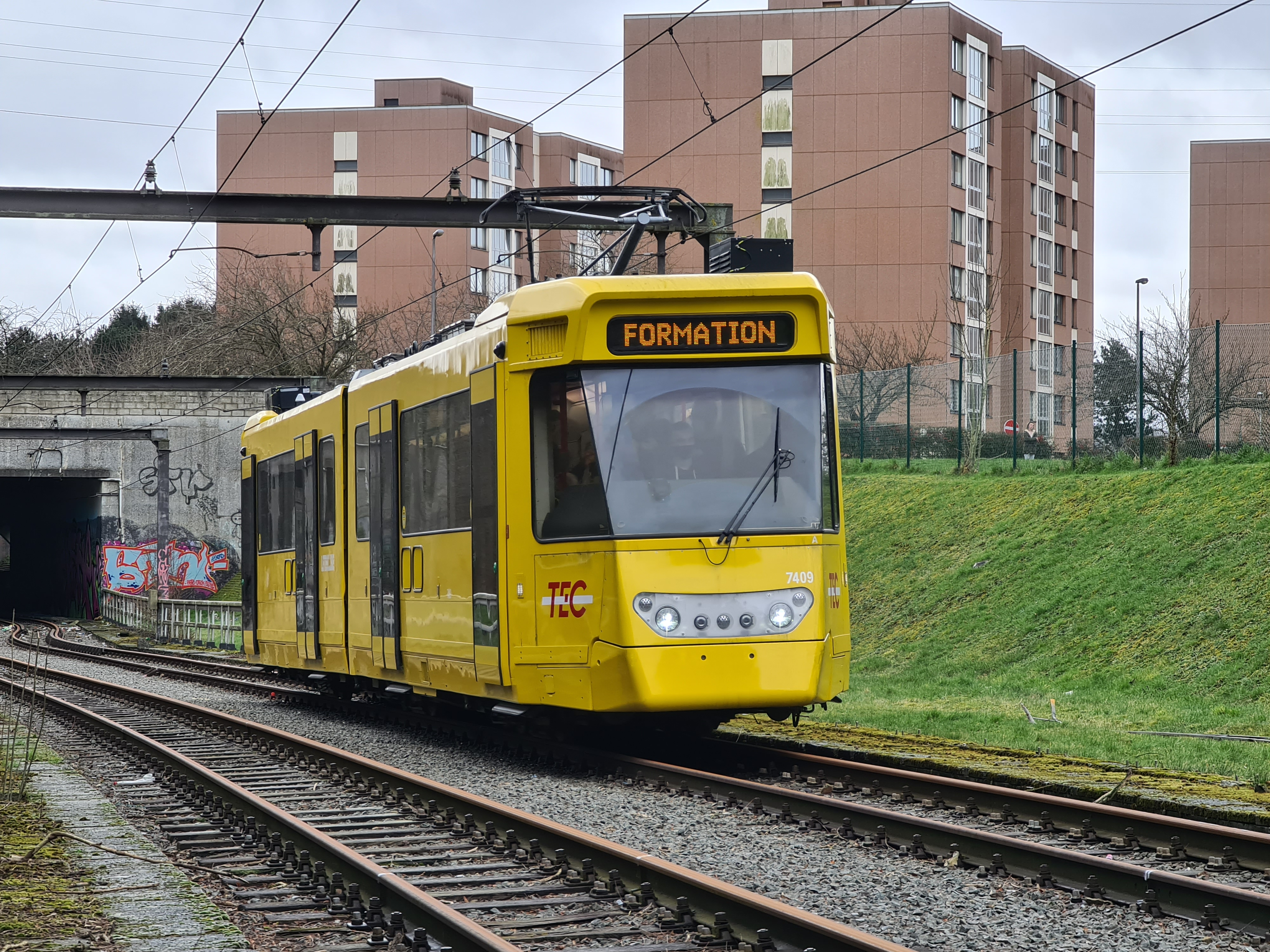
Véhicule rénové dans la nouvelle livrée de 2021

## Projets

### Ligne 5 - Antenne vers Châtelet

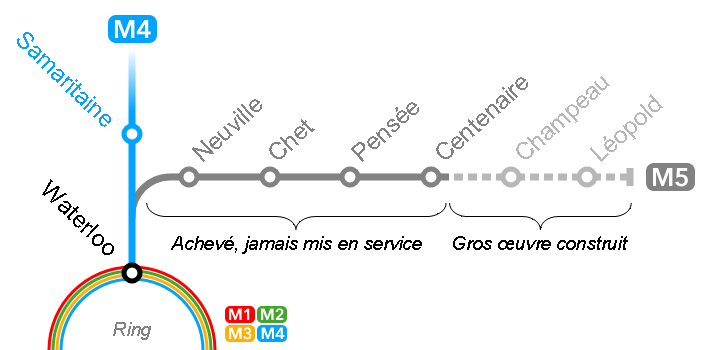
Ancien schéma de la ligne de Châtelineau.

Vu l'intérêt nouveau pour le métro dans la métropole carolorégienne, le projet de l'antenne de Châtelet, en grande partie construite, pourrait revoir le jour.
Son avenir a été abordé au parlement wallon le 28 juin 2011 et il est prévu d'inscrire une étude durant le troisième trimestre de 2012. Selon la SRWT, le coût des investissements nécessaires à la remise en état des tronçons existants est estimé à 15 millions d'euros. Le coût des infrastructures complémentaires pour permettre l'exploitation jusqu'au site du Cora de Châtelineau est estimé à 24 millions d'euros. Il faut ajouter à cela 12,5 millions d'euros pour l'achat de nouvelles motrices.
Au total, la mise en service de l'antenne de Châtelineau implique dès lors en première approximation un investissement de 51,5 millions d'euros, hors frais d'exploitation.
Le projet d'ouverture de la ligne abandonnerait les deux dernières stations projetées au départ et n'utiliserait que le tronçon en état de gros œuvre, soit une ligne jusqu'à la station Corbeau qui serait renommée Cora.
En décembre 2015, Carlo Di Antonio, le ministre wallon chargé de la mobilité, déclare, à la suite d'une question de la députée au parlement wallon Latifa Gahouchi, que le retour à l'équilibre budgétaire fixé par le Gouvernement wallon ne permet pas d’envisager la concrétisation du projet de l'antenne vers Châtelet dans les prochaines années.
Le 25 avril 2016, le Conseil communal de Charleroi se prononce en faveur de l'extension de cette ligne vers le futur hôpital, appelé à s'installer sur le site des Viviers. La possibilité d'une future prolongation de cette ligne jusqu'à la place Wilson à Châtelet est aussi évoquée dans le même document.
En avril 2017, les coûts du maintien de l'infrastructure - nécessaire en raison de la présence d'un équipement électrique qui alimente le réseau de la boucle centrale - sont estimés à 180 000 € par an. Le Gouvernement wallon annonce que trois options sont à l'étude :
- extension de la ligne vers le Cora de Châtelineau (travaux estimés à 52,6 millions d'€, et coût d'exploitation annuel estimé à 2,8 millions d'€) ;
- extension de la ligne vers le futur Grand Hôpital de Charleroi, sur le site des Viviers à Gilly (option intermédiaire en termes de coûts) ;
- abandon définitif du projet et démantèlement total des infrastructures.

Au début de l'année 2021, l'Union européenne adopte un plan de relance économique à la suite de la pandémie de Covid-19, et octroie à la Belgique la somme de 5,9 milliards d'€. La part qui revient à la Région wallonne se chiffre à 1,48 milliard d’euros. Le gouvernement wallon s'est accordé sur une liste de 24 projets. 60 millions sont demandés à l’Europe pour rénover et étendre le métro léger de Charleroi : Il est prévu une extension du réseau jusqu’au futur Grand hôpital de Charleroi, et donc une mise en service de l'antenne de Châtelineau. Cependant, il y a lieu de préciser que l'ensemble des projets wallons nécessiterait 1,974 milliard d'euros, et donc qu'une sélection devra être faite lors des discussions avec la Commission européenne.
En décembre 2021, le TEC présente la future extension vers le Grand hôpital. Cette extension comptera huit stations. Quatre d'entre elles sont déjà construites : Neuville (station en viaduc), Yernaux (en viaduc), Pensée (en tranchée ouverte) et Centenaire (souterraine). Pour ces stations, il est prévu la révision des parachèvements, un nouvel éclairage de quai, de nouveaux escalators et de nouveaux ascenseurs. Les deux stations suivantes sont à l'état de gros œuvre : Champeau (station aérienne) et Roctiau (en tranchée ouverte). Pour elles, seront prévus de nouveaux parachèvements, éclairage, escalators et ascenseurs. Enfin, deux stations devront être construites : Corbeau (station souterraine) et le terminus, Les Viviers (station aérienne). Pour la première, deux accès aux quais sont envisagés, avec escalators et ascenseurs. Quant au terminus, le projet prévoit l’implantation d’un quai aérien à proximité de l’entrée principale du futur hôpital. Toutes les stations seront accessibles aux PMR. Les coûts totaux de la réalisation de la ligne M5 s’élèveront à 60 millions d’€. Le début du chantier est prévu en juin 2023 et la fin des travaux pour août 2026,.

#### Métro fantôme
Tout comme le métro léger d'Anvers, le métro léger de Charleroi est devenu célèbre comme faisant partie des grands travaux inutiles.
En 2013, il reste une antenne, celle vers Châtelet, pourtant en grande partie finie, mais qui n'est pas exploitée. Des rumeurs courent qu'il s'agirait d'une rivalité entre deux grands centres commerciaux de la région qui, combinée à une politique en matière de mobilité en Wallonie jugée désastreuse, aurait laissé à l'abandon toute cette infrastructure. Son tracé commence entre les stations Waterloo et Samaritaine. N'étant pas surveillées et ne bénéficiant que d'un entretien minime, les stations construites sont victimes d'actes de vandalisme et d'une lente transformation en dépotoirs. Les voies sont posées jusqu'à la station Centenaire, les autres stations en sont restées au stade du « gros œuvre ». La station Yernaux sert de voie d'entraînement pour la formation des chauffeurs du MLC[réf. nécessaire]. Cette antenne qui ne fut pas reprise dans le projet dont les travaux furent entamés en 2008, revient régulièrement dans les discussions entre le parlement wallon et la SRWT.
Bien qu'inexploitée, l'antenne vers Châtelet voit parfois passer des trams jusqu'à Centenaire, comme le 19 mars 2017, lors d'un voyage spécial organisé par le Musée du transport urbain bruxellois pour ses membres.
| Ligne | Parcours | Parcours | Parcours   | Fin des travaux | Nombre de stations |
| ----- | -------- | -------- | ---------- | --------------- | ------------------ |
| 57    | Sud      | ↔        | Centenaire | 1986            | 9                  |

Longueur : 6,8 km - Stations : 8
|  |   |  | Stations    | Type  | Situation  | Communes                          | Fin des travaux | Ligne | Notes                         |
|  | - |  | ----------- | ----- | ---------- | --------------------------------- | --------------- | ----- | ----------------------------- |
|  | • |  | Waterloo    | Métro | Souterrain | Charleroi-ville (Charleroi)       |                 |       | Sortie de la Boucle centrale. |
|  | • |  | Neuville    | Métro | Viaduc     | Montignies-sur-Sambre (Charleroi) | 1987            | 57    | Inexploitée.                  |
|  | • |  | Yernaux     | Métro | Viaduc     | Montignies-sur-Sambre (Charleroi) | 1987            | 57    | Inexploitée.                  |
|  | • |  | Pensée      | Métro | Surface    | Montignies-sur-Sambre (Charleroi) | 1987            | 57    | Inexploitée.                  |
|  | • |  | Centenaire  | Métro | Souterrain | Montignies-sur-Sambre (Charleroi) | 1987            | 57    | Inexploitée.                  |
|  | • |  | Champeau    | Métro | Surface    | Montignies-sur-Sambre (Charleroi) |                 |       | En gros œuvre.                |
|  | • |  | Roctiau     | Métro | Surface    | Montignies-sur-Sambre (Charleroi) |                 |       | En gros œuvre.                |
|  | • |  | Corbeau     | Métro | Surface    | Montignies-sur-Sambre (Charleroi) |                 |       | Non construit.                |
|  | • |  | Trieux      | Métro | Surface    | Châtelineau (Châtelet)            |                 |       | Non construit.                |
|  | • |  | Châtelineau | Métro | ?          | Châtelineau (Châtelet)            |                 |       | Non construit.                |
|  | • |  | Châtelet    | Métro | Viaduc     | Châtelet                          |                 |       | Non construit.                |
|  | ■ |  | Baquet      | Métro | ?          | Châtelet                          |                 |       | Non construit.                |
|  |   |  |             |       |            |                                   |                 |       |                               |

Légende : les arrêts sont signalés par un •, les pôles d'échanges par un O et les terminus par un ■. Couleurs : Métro ; Tramway ; Non desservie.

### Projets abandonnés
À la suite des restrictions budgétaires imposées par la refonte du pouvoir politique belge, plusieurs tracés prévus dans le plan original de 1960 ont été abandonnés. Vu leur construction dans des quartiers résidentiels, leur tracé était entièrement prévu en souterrain et le coût de construction était par conséquent plus élevé que sur les autres tronçons.

#### Antenne vers Mont-sur-Marchienne
Longueur prévue : 3,2 km - Stations prévues : 5.
La sortie vers Mont-sur-Marchienne sur la boucle centrale aurait dû se faire entre les stations Villette et Sud sur le viaduc.
|   |   |   | Stations  | Type  | Situation  | Communes                        | Notes                         |
| - | - | - | --------- | ----- | ---------- | ------------------------------- | ----------------------------- |
| • |   |   | Villette  | Métro | Viaduc     | Charleroi-ville (Charleroi)     | Sortie de la Boucle centrale. |
|   |   | o | Sud       | Métro | Surface    | Charleroi-ville (Charleroi)     | Sortie de la Boucle centrale. |
|   |   |   |           |       |            |                                 |                               |
|   | • |   | Beaussart | Métro | Souterrain | Marcinelle (Charleroi)          | Non construit.                |
|   | • |   | Beau Site | Métro | Souterrain | Mont-sur-Marchienne (Charleroi) | Non construit.                |
|   | • |   | Tombe     | Métro | Souterrain | Mont-sur-Marchienne (Charleroi) | Non construit.                |
|   | • |   | Goutteaux | Métro | Souterrain | Mont-sur-Marchienne (Charleroi) | Non construit.                |
|   | ■ |   | Essarts   | Métro | Souterrain | Mont-sur-Marchienne (Charleroi) | Non construit.                |
|   |   |   |           |       |            |                                 |                               |

Légende : les arrêts sont signalés par un •, les pôles d'échanges par un O et les terminus par un ■. Couleurs : Métro ; Tramway ; Non desservie.

#### Antenne vers Couillet/Loveral/Marcinelle
Longueur prévue : 4,3 km - Stations prévues : 5.
Sortie vers Couillet, Loverval et Marcinelle sur la boucle centrale entre la station Sud et la station Tirou.
|  |   |   |   |  | Stations | Type    | Situation  | Communes                    | Notes                         |
|  | - | - | - |  | -------- | ------- | ---------- | --------------------------- | ----------------------------- |
|  | o |   |   |  | Sud      | Métro   | Surface    | Charleroi-ville (Charleroi) | Sortie de la Boucle centrale. |
|  |   |   | • |  | Tirou    | Tramway | Surface    | Charleroi-ville (Charleroi) | Sortie de la Boucle centrale. |
|  |   |   |   |  |          |         |            |                             |                               |
|  |   | • |   |  | Detombay | Métro   | Souterrain | Marcinelle (Charleroi)      | Non construit.                |
|  |   |   |   |  |          |         |            |                             |                               |
|  |   |   | • |  | Hauchies | Métro   | Souterrain | Couillet (Charleroi)        | Non construit.                |
|  |   |   | • |  | Coucou   | Métro   | Souterrain | Couillet (Charleroi)        | Non construit.                |
|  |   |   | • |  | Couillet | Métro   | Souterrain | Couillet (Charleroi)        | Non construit.                |
|  |   |   |   |  |          | Métro   | Souterrain | Couillet (Charleroi)        | Aucun arrêt.                  |
|  |   | ■ |   |  | Loverval | Métro   | Souterrain | Loverval (Gerpinnes)        | Non construit.                |
|  |   |   |   |  |          | Métro   | Souterrain | Marcinelle (Charleroi)      | Aucun arrêt.                  |
|  |   |   |   |  |          |         |            |                             |                               |

Légende : les arrêts sont signalés par un •, les pôles d'échanges par un O et les terminus par un ■. Couleurs : Métro ; Tramway ; Non desservie.

#### Antenne vers Courcelles
Longueur prévue : 7,5 km - Stations prévues : 9.
La sortie de l'antenne vers Courcelles aurait dû être construite entre la station Dampremy et Piges.
|   |   |   |   | Stations   | Type  | Situation  | Communes                       | Notes                                         |  |
| - | - | - | - | ---------- | ----- | ---------- | ------------------------------ | --------------------------------------------- |  |
| • |   |   |   | Ouest      | Métro | Souterrain | Charleroi-ville (Charleroi)    | Sortie de la Boucle centrale.                 |  |
|   |   | • |   | Beaux-Arts | Métro | Souterrain | Charleroi-ville (Charleroi)    | Sortie de la Boucle centrale.                 |  |
|   |   |   |   |            |       |            |                                |                                               |  |
|   | • |   |   | Piges      | Métro | Souterrain | Charleroi-ville (Charleroi)    | Antenne actuelle vers Anderlues et Gosselies. |  |
|   |   |   |   |            |       |            |                                |                                               |  |
|   |   | • |   | Dampremy   | Métro | Souterrain | Charleroi-ville (Charleroi)    | Antenne actuelle vers Anderlues.              |  |
|   |   |   | → |            |       |            |                                | Antenne actuelle vers Anderlues.              |  |
| • |   |   |   | Carabin    | Métro | ?          | Charleroi-ville (Charleroi)    | Non construit.                                |  |
| • |   |   |   | Docherie   | Métro | ?          | Marchienne-au-Pont (Charleroi) | Non construit.                                |  |
|   |   |   |   |            |       |            |                                |                                               |  |
|   | • |   |   | Là-Haut    | Métro | Souterrain | Dampremy (Charleroi)           | Non construit.                                |  |
|   | • |   |   | Chapelle   | Métro | ?          | Dampremy (Charleroi)           | Non construit.                                |  |
|   | • |   |   | Gohissart  | Métro | Surface    | Dampremy (Charleroi)           | Non construit.                                |  |
|   | • |   |   | Monni      | Métro | Surface    | Monceau-sur-sambre (Charleroi) | Non construit.                                |  |
|   | • |   |   | Bassée     | Métro | Surface    | Roux (Charleroi)               | Non construit                                 |  |
|   | • |   |   | Marais     | Métro | Surface    | Roux (Charleroi)               | Non construit.                                |  |
|   | • |   |   | Hubes      | Métro | Surface    | Souvret (Courcelles)           | Non construit.                                |  |
|   | • |   |   | Nolichamps | Métro | Surface    | Courcelles                     | Non construit.                                |  |
|   | • |   |   | Rianwelz   | Métro | Surface    | Courcelles                     | Non construit.                                |  |
|   | ■ |   |   | Lido       | Métro | Surface    | Courcelles                     | Non construit.                                |  |
|   |   |   |   |            |       |            |                                |                                               |  |

Légende : les arrêts sont signalés par un •, les pôles d'échanges par un O et les terminus par un ■. Couleurs : Métro ; Tramway ; Non desservie.

#### Antenne vers Gosselies
Longueur prevue : 8,7 km - Stations prévues : 12.
La sortie de l'antenne vers Gosselies était prévue au niveau de la station Waterloo. Des aménagements ont d’ailleurs été réalisés : un tunnel a été percé et débouche entre les deux bandes du ring de Charleroi. Le terre-plein bétonné sur poursuit entre les bandes de la A54/E420 et aboutit sur la rue de Lodelinsart. La berme centrale de celle-ci, particulièrement large, devait également accueillir le métro.
|   |   |   |   |   | Stations   | Type  | Situation          | Communes                    | Notes                                         |
| - | - | - | - | - | ---------- | ----- | ------------------ | --------------------------- | --------------------------------------------- |
| • |   |   |   |   | Waterloo   | Métro | Souterrain         | Charleroi-ville (Charleroi) | Sortie de la Boucle centrale.                 |
|   |   |   |   |   |            |       |                    |                             |                                               |
|   |   | • |   |   | Beaux-Arts | Métro | Souterrain         | Charleroi-ville (Charleroi) | Sortie de la Boucle centrale.                 |
|   |   |   |   |   |            |       |                    |                             |                                               |
|   |   |   |   | • | Ouest      | Métro | Souterrain         | Charleroi-ville (Charleroi) | Sortie de la Boucle centrale.                 |
|   |   |   |   |   |            |       |                    |                             |                                               |
|   |   |   | • |   | Piges      | Métro | Souterrain         | Charleroi-ville (Charleroi) | Antenne actuelle vers Anderlues et Gosselies. |
|   |   |   |   | → |            |       |                    |                             | Antenne actuelle vers Anderlues.              |
|   |   |   |   | → |            |       |                    |                             | Antenne vers Courcelles.                      |
|   |   |   |   | → |            |       |                    |                             | Antenne actuelle vers Gosselies.              |
|   |   |   | • |   | La Planche | Métro | ?                  | Dampremy (Charleroi)        | Non construit.                                |
|   |   |   |   |   |            |       |                    |                             |                                               |
|   | • |   |   |   | Bayemont   | Métro | Surface/viaduc     | Lodelinsart (Charleroi)     | Non construit.                                |
|   | • |   |   |   | Marteau    | Métro | Souterrain         | Lodelinsart (Charleroi)     | Non construit.                                |
|   | • |   |   |   | Bon-Air    | Métro | Souterrain         | Lodelinsart (Charleroi)     | Non construit.                                |
|   | • |   |   |   | Marine     | Métro | Souterrain/surface | Jumet (Charleroi)           | Non construit.                                |
|   | • |   |   |   | Puissant   | Métro | Surface/souterrain | Jumet (Charleroi)           | Non construit.                                |
|   | • |   |   |   | Brulotte   | Métro | Souterrain/surface | Jumet (Charleroi)           | Non construit.                                |
|   | • |   |   |   | Spinoy     | Métro | Surface            | Jumet (Charleroi)           | Non construit.                                |
|   | • |   |   |   | Chef-lieu  | Métro | Surface            | Jumet (Charleroi)           | Non construit.                                |
|   | • |   |   |   | Carosse    | Métro | Surface            | Jumet (Charleroi)           | Non construit.                                |
|   | • |   |   |   | Bois-Lombu | Métro | Surface            | Gosselies (Charleroi)       | Non construit.                                |
|   | • |   |   |   | Gosselies  | Métro | Surface            | Gosselies (Charleroi)       | Non construit.                                |
|   | ■ |   |   |   | Faubourg   | Métro | Surface            | Gosselies (Charleroi)       | Non construit.                                |
|   |   |   |   |   |            |       |                    |                             |                                               |

Légende : les arrêts sont signalés par un •, les pôles d'échanges par un O et les terminus par un ■. Couleurs : Métro ; Tramway ; Non desservie.

#### Antenne vers Ransart
Longueur prévue : 4,6 km - Stations prévues : 6.
La sortie de l'antenne vers Ransart était prévue au niveau de la station Puissant, située sur l’antenne vers Gosselies.
|   |   |   |   | Stations       | Type  | Situation          | Communes                    | Notes                    |
| - | - | - | - | -------------- | ----- | ------------------ | --------------------------- | ------------------------ |
| • |   |   |   | Samaritaine    | Métro | Souterrain         | Charleroi-ville (Charleroi) | Sortie de la .           |
|   |   |   |   |                |       |                    |                             |                          |
|   |   | • |   | Gilly          | Métro | Souterrain         | Gilly (Charleroi)           | Sortie de la .           |
|   |   |   |   |                |       |                    |                             |                          |
|   | • |   |   | Les Haies      | Métro | ?                  | Gilly (Charleroi)           | Non construit.           |
|   | • |   |   | Les Hamendes   | Métro | ?                  | Jumet (Charleroi)           | Non construit.           |
|   | • |   |   | Masse Diarbois | Métro | ?                  | Ransart (Charleroi)         | Non construit.           |
|   | • |   |   | Philosophe     | Métro | Surface            | Jumet (Charleroi)           | Non construit.           |
|   |   | • |   | Trianoy        | Métro | Surface            | Jumet (Charleroi)           | Non construit.           |
|   |   | • |   | Houbois        | Métro | Surface            | Jumet (Charleroi)           | Non construit.           |
|   |   | • |   | Rogier         | Métro | Souterrain/surface | Ransart (Charleroi)         | Non construit.           |
|   |   |   | → |                |       |                    |                             | Antenne vers Courcelles. |
| • |   |   |   | Aéroport       | Métro | Surface            | Ransart (Charleroi)         | Non construit.           |
| ■ |   |   |   | Heppignies     | Métro | Surface            | Ransart (Charleroi)         | Non construit.           |
|   |   |   |   |                |       |                    |                             |                          |

Légende : les arrêts sont signalés par un •, les pôles d'échanges par un O et les terminus par un ■. Couleurs : Métro ; Tramway ; Non desservie.

## Exploitation

### Matériel roulant

#### Transport de passagers

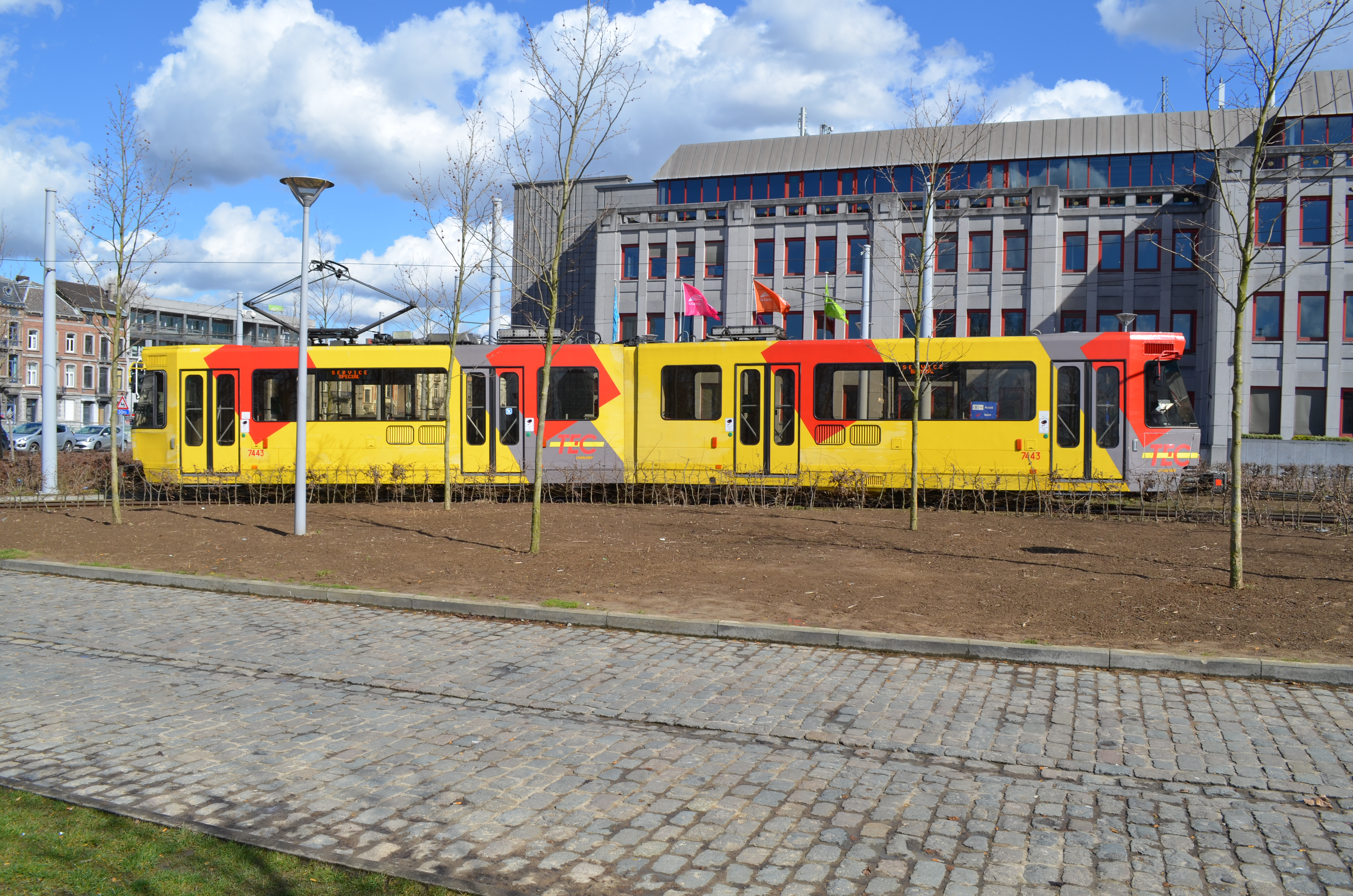
Véhicule 7443 dans la boucle de retournement de la station Sud

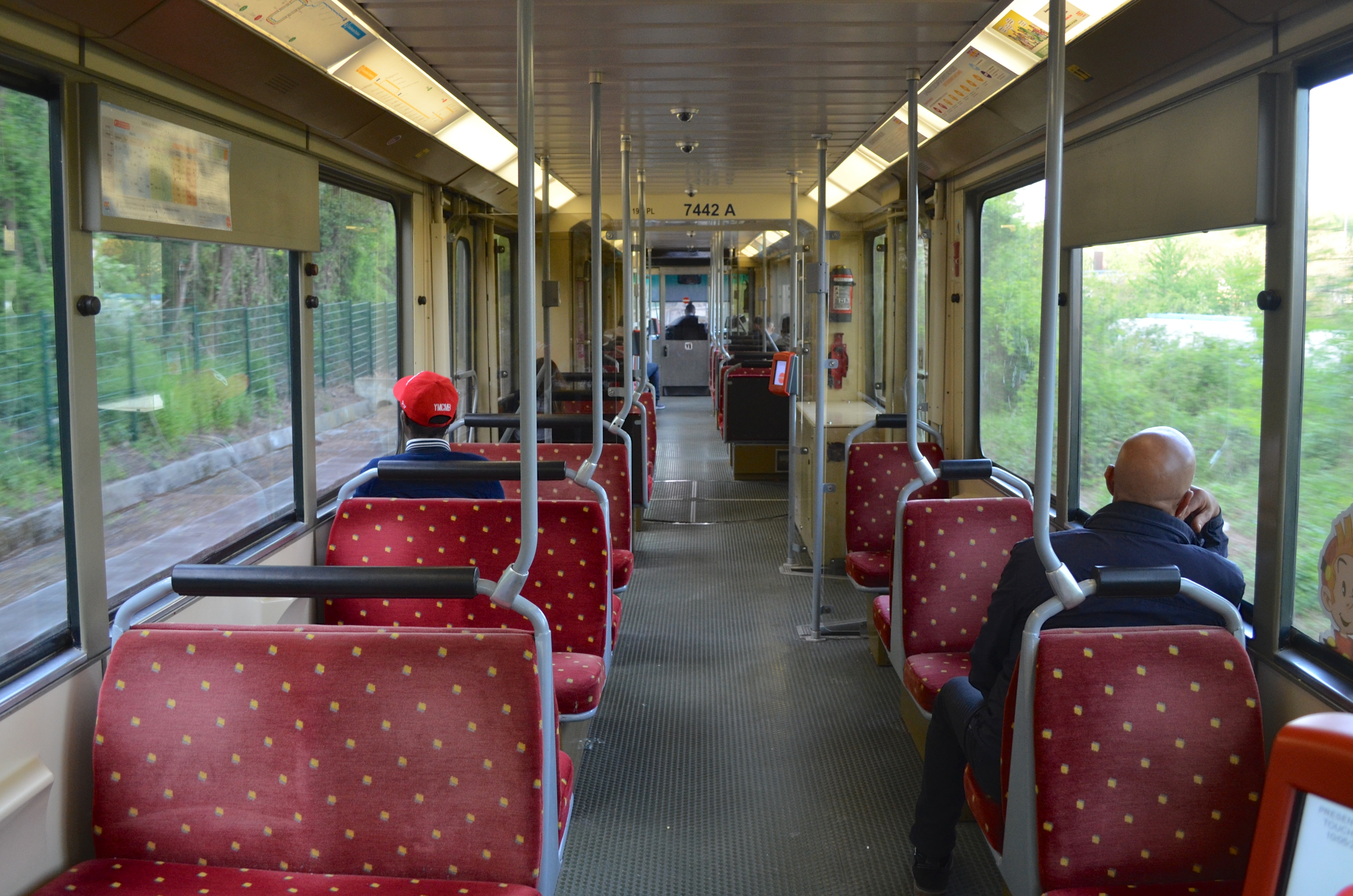
Intérieur des rames BN du TEC Charleroi

Le Métro Léger de Charleroi utilise des trams du type "LRV" construits par La Brugeoise et Nivelles (BN, devenu Bombardier Transport) et livrés à partir de 1981.
Les trams de la série 6100 (maintenant 7400) sont assez semblables à ceux utilisés pour le tram de la côte de la série 6000. Ces derniers sont unidirectionnels et comprennent depuis leur rénovation trois caisses, tandis que les carolos sont bidirectionnels et sont restés composés de deux caisses.
Pour des raisons d'infrastructure, certains trams ont circulé à la côte avant leur livraison à Charleroi. Il reste d'ailleurs deux rames de la série 6100 présentes à la côte : la 6102 est utilisée pour le dépannage et la 6131 comme banque d'organes, qui n'est plus en état de rouler.
En 2023, il y a 45 rames en exploitation sur les 54 exemplaires initialement livrés.

#### Girouette à diodes des BN LRV
Depuis les mises en service des nouvelles lignes (M1, M2, M3 et M4), tous les trams adoptent désormais un système de girouette à diodes. Néanmoins, certaines motrices en étaient déjà équipées avant les mises en service des nouvelles lignes, en guise d'essai.

#### Matériel de service

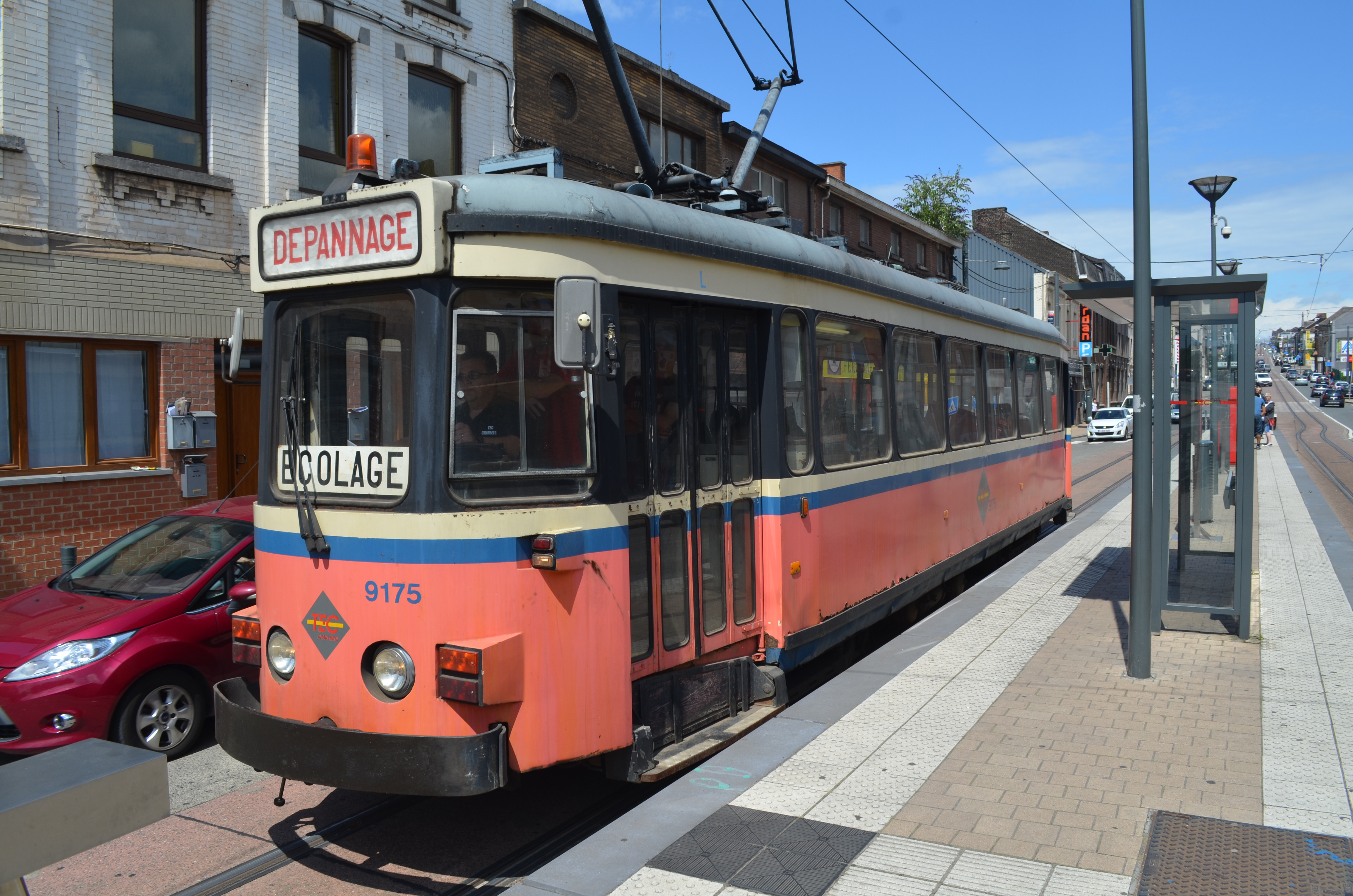
Véhicule utilisé pour le dépannage et l'écolage (véhicule école) à l'arrêt La Planche en 2016.

Le TEC Charleroi possède plusieurs véhicules techniques, principalement d'anciennes motrices SJ réhabilitées (lignes aériennes, etc.)

### Dépôts
Le métro léger de Charleroi a deux dépôts. Celui de Jumet (situé à côté du tracé du M3, entre "Jumet Rue Bertaux" et "Jumet Madeleine"), ainsi que celui d'Anderlues (situé sur le tracé des M1 et M2, à côté de l'arrêt "Anderlues Jonction").
Le dépôt de Jumet, comme celui d'Anderlues, peut accueillir les bus et les trams. Ces deux dépôts, contrairement au dépôt de Genson (qui, par ailleurs, ne peut seulement contenir les bus) appartenaient à la SNCV, avant la régionalisation des transports en commun en Belgique de 1991. Le dépôt de Jumet est également l'atelier qui permet d'entretenir et de réparer les motrices. C'est aussi dans ce dépôt que sont entreposés les BN LRV qui ne sont pas en état de rouler, ainsi que les anciennes motrices (Type SJ).

### Information aux voyageurs

#### Horaires
Le Métro de Charleroi est ouvert de 4 h à 20 h. En soirée, les trajets des différentes lignes de métro sont assurés par des bus. Les lignes M1 et M2 sont remplacées par le bus M1ab, le M3 est remplacé par le M3ab et le M4 est remplacé par le M4ab (qui continue après Soleilmont jusqu'à la Place Destrée, à Châtelineau).

### Tarification et financement

#### Tickets et abonnements
Depuis février 2013, un trajet sur le métro de Charleroi coûte 2,60 € (2 zones, maximum 60 minutes) ou 3,50 € (tout le réseau, maximum 90 minutes).
Depuis le 1er février 2017, les trajets achetés à bord ou aux selfs en version papiers coûtent 50 centimes plus chers pour les billets Next et Horizon.
Depuis le 1er juillet 2017, il n'y a plus de titres de transport vendus dans les trams. Les usagers doivent se munir d'un titre de transport avant de monter à bord.

## Impact socio-économique

### Trafic
Historique annuel de la fréquentation du métro de Charleroi.
| Année | Usagers   | Évolution |
| ----- | --------- | --------- |
| 2010  | —         | —         |
| 2011  | —         | —         |
| 2012  | 4 000 000 | —         |
| 2013  | 8 000 000 | 100 %     |
| 2014  | 8 500 000 | 6,25 %    |
| 2015  | —         | —         |
| 2016  | 4 926 520 | —         |
| 2017  | 5 623 002 | 14,14 %   |
| 2018  | 5 674 314 | 0,91 %    |
| 2019  | 5 635 804 | -0,68 %   |

La baisse de fréquentation entre 2014 et 2016 est due à une nouvelle méthode de calcul, sur base de l'introduction du système de validation des titres de transport TEC IT EASY. Avant 2015, la fréquentation était estimée sur base de comptage pour les abonnement mensuels et annuels. Grâce à l'utilisation des validateurs, les fréquentation exactes sont maintenant connues.

## Sources et bibliographie

### Ouvrages
(collectif), Avancez S.V.P.! : Cent ans d'histoire vicinale en Belgique, Éditions De Nederlandsche Boekhandel, 1985, 248 p. (ISBN 90-289-1046-8)

### Sites internet
1. ↑  « Un métro pour Charleroi ! », sur le site Charleroi Découverte (consulté le 17 juillet 2018).